# Guerra de Independencia de Grecia
La Guerra de Independencia de Grecia, o la Revolución griega (en griego: Ελληνική Επανάσταση, Ellinikí Epanástasi; los griegos del siglo XIX la denominaron simplemente Αγώνας, Agonas, "Lucha"; en turco otomano: يونان عصياني Yunan İsyanı, "Insurrección griega"), fue el conflicto armado librado por los revolucionarios griegos entre 1821 y 1830 contra el dominio del Imperio otomano. Los griegos fueron asistidos más tarde por varias potencias europeas como el Imperio Ruso, el Reino de Francia y el Reino Unido, mientras que los otomanos recibieron la ayuda de sus vasallos del norte de África, particularmente el eyalato de Egipto. La guerra condujo a la formación de la Grecia moderna. Los griegos de todo el mundo celebran la revolución como el día de la independencia el 25 de marzo.
Grecia había estado bajo el dominio otomano desde el siglo XV, en las décadas anteriores y posteriores a la caída de Constantinopla. Durante los siglos siguientes, ocurrieron insurrecciones griegas esporádicas pero infructuosas contra el dominio otomano. En 1814, se fundó una organización secreta llamada Filikí Etería (Sociedad de Amigos) con el objetivo de liberar Grecia, alentada por el fervor revolucionario que se apoderaba de Europa en ese período. La Filikí Etería planeaba lanzar revueltas en el Peloponeso, los principados del Danubio y la propia Constantinopla. La insurrección fue planeada para el 25 de marzo de 1821 (en el calendario juliano), el día de la Fiesta de la Anunciación para los cristianos ortodoxos. Sin embargo, los planes de la Filikí Etería fueron descubiertos por las autoridades otomanas, lo que obligó a que la revolución comenzara antes. La primera revuelta comenzó el 6 de marzo/21 de febrero de 1821 en los principados del Danubio, pero fue sofocada rápidamente por los otomanos. Los acontecimientos en el norte instaron a los griegos del Peloponeso (Morea) a actuar y el 17 de marzo de 1821, los maniotas fueron los primeros en declarar la guerra. En septiembre de 1821, los griegos bajo el liderazgo de Theodoros Kolokotronis capturaron Tripolitsa. Estallaron revueltas en Creta, Macedonia y Grecia central, pero finalmente fueron reprimidas. Mientras tanto, flotas griegas improvisadas lograron éxitos contra la armada otomana en el mar Egeo e impidieron que llegaran refuerzos otomanos por mar.
Pronto se desarrollaron tensiones entre las diferentes facciones griegas, lo que llevó a dos guerras civiles consecutivas. El sultán otomano llamó a su vasallo Mehmet Alí de Egipto, quien acordó enviar a su hijo Ibrahim bajá a Grecia con un ejército para reprimir las revueltas a cambio de ganancias territoriales. Ibrahim desembarcó en el Peloponeso en febrero de 1825 y puso la mayor parte de la península bajo control egipcio a finales de ese año. La ciudad de Mesolongi cayó en abril de 1826 después de un año de asedio por parte de los turcos. A pesar de la fallida invasión a la región de Mani, Atenas también cayó y la revolución parecía casi perdida.
En ese momento, las tres grandes potencias, Rusia, Gran Bretaña y Francia, decidieron intervenir, enviando sus escuadrones navales a Grecia en 1827. Tras la noticia de que la flota combinada otomana-egipcia iba a atacar la isla de Hidra, las flotas europeas aliadas interceptaron a la armada otomana en Navarino. Después de un tenso enfrentamiento de una semana, la batalla de Navarino llevó a la destrucción de la flota otomana-egipcia y cambió el rumbo a favor de los revolucionarios. En 1828, el ejército egipcio se retiró bajo la presión de una fuerza expedicionaria francesa. Las guarniciones otomanas en el Peloponeso se rindieron y los revolucionarios griegos procedieron a retomar el centro de Grecia. Rusia invadió al Imperio Otomano y lo obligó a aceptar la autonomía griega en el Tratado de Adrianópolis (1829). Después de nueve años de guerra, Grecia fue finalmente reconocida como un estado independiente bajo el Protocolo de Londres de febrero de 1830. Nuevas negociaciones en 1832 llevaron a la Conferencia de Londres y el Tratado de Constantinopla; estos definieron las fronteras finales del nuevo estado y establecieron al príncipe Otón de Baviera como el primer rey de Grecia.

## Antecedentes
Durante el siglo V a. C., las guerras entre coaliciones de distintas polis debilitaban a la Nación Helénica y llevaron a la derrota definitiva de la ciudad de Esparta en el 362 a. C.. En este clima de debilidad y desunión surge la oportunidad para un reino del norte de la península que había recibido durante siglos la influencia helénica. Así Macedonia, liderada por su rey Filipo II, derrota y somete a los griegos en el año 338 a. C. en la batalla de Queronea. El hijo de Filipo, Alejandro Magno, se enfrentó a una rebelión en Tebas y Atenas. Sus sucesores lograron mantener el yugo sobre la mayoría de las ciudades griegas, pero la Liga Aquea y la Liga Etolia lograron liberar algunas, como Atenas.
El rey de Macedonia, Filipo V, estaba en guerra contra la emergente potencia itálica de Roma y además con las Ligas Helénicas. La derrota de la Liga Etolia llevó a esta a unirse a los romanos con la esperanza de la independencia. Juntos vencieron a Filipo (197 a. C.). El mismo año la Liga Aquea se aliaba con Roma y lograba el triunfo, pero sus victoriosos aliados se volvieron contra ellos y dominaron toda Grecia, creando la provincia romana de Acaya.
Ya en el siglo V d. C. Roma no era una ciudad emergente, sino un imperio que dominaba desde Portugal al oeste hasta Irak al este y desde Inglaterra al norte hasta Egipto al sur. Esto llevó a la división del Imperio en dos, y fue la parte oriental, sentando sus bases en la cultura helénica, usando la lengua de los griegos como propia, la que dio nacimiento al Imperio bizantino, dominador de Grecia desde 493 y hasta 1453, años en que el pueblo sufrió los ataques de los sarracenos y los abusos de los Cruzados francos.
El avance musulmán por los dominios de Bizancio se hizo incontenible, y el Imperio bizantino vio sucumbir su capital, Constantinopla, en el año 1453 y con esto la entrada de los turcos otomanos y la creación de su Imperio sobre los cimientos de Grecia. Los siglos XVI, XVII y XVIII fueron testigos de algunas revueltas contra la dominación turca, pero solo la decadencia turca dio lugar a lo que sería el comienzo de la independencia.

### Evolución de la administración otomana
Tras la conquista otomana de la península, los territorios antiguamente griegos quedaron divididos en seis sanjacados, que luego aumentaron hasta diez con el sometimiento de Creta y de las islas del Egeo. Al comienzo del periodo otomano, la administración otomana fue en general simple, eficiente y tolerable para la mayoría campesina de la región. Las llanuras fueron distribuidas como recompensa por sus servicios a caballeros turcos destacados, en forma de feudo personal o ziamet. Estos se comprometían, a cambio, a servir en el ejército con hombres de su feudo. En general, el campesinado griego vivía en mejores condiciones que el que habitaba en los territorios venecianos: la Iglesia era autónoma, los impuestos livianos y los pueblos gozaban de amplia autonomía en un sistema administrativo descentralizado y diverso. La Iglesia ortodoxa, con notable autonomía del poder del sultán, respondía por esta ante el soberano por la población cristiana ortodoxa.
El debilitamiento del Gobierno central en los siglos XVII y XVIII comportó el empeoramiento de la situación para el campesinado: creció la corrupción y la tributación, y los cipayos que antes habían disfrutado las tierras en usufructo tendieron a hacer de ellas feudos hereditarios (chiflik) y a acrecentar las cargas a sus arrendatarios. Con el deterioro de la situación en la llanura, las montañas, escasamente administradas por el imperio, también sufrieron, por la llegada de personas que huían de la explotación creciente. Los cambios de población también podían empeorar la situación, ya que las cargas impositivas eran fijas para una región dada y, si disminuía el número de habitantes, estos debían pagar más para alcanzar la cuota asignada a su comarca. Las continuas guerras del imperio con Venecia y los Habsburgo durante el siglo XVII y comienzos del XVIII también perjudicaron gravemente a la región, por la interrupción del comercio y los estragos de los combates. A principios del siglo XVII, en el Peloponeso apenas quedaban noventa mil habitantes. La paz de Karlowitz de 1699 y las guerras entre franceses y británicos trajeron una recuperación para los griegos, que retomaron parte del comercio con Centroeuropa. Los tratados de Küçük Kaynarca e Iasi impulsaron aún más el comercio griego, esta vez en el mar Negro. El empuje final al crecimiento de la flota mercante grecootomana fueron las guerras napoleónicas, en las que los mercaderes griegos del imperio aprovecharon la destrucción de las flotas mercantes de los beligerantes para ocupar su puesto en el comercio mediterráneo. En 1813, los griegos del imperio contaban con 615 barcos que desplazaban 153 580 toneladas, portaban 5878 cañones y empleaban a 37 526 marineros. El aumento del comercio impulsó además la producción agrícola de la zona, de la que se beneficiaron los terratenientes, turcos y griegos y la de artesanía.
La recuperación económica de la península trajo consigo nuevas fuerzas políticas que tuvieron un papel crucial en el levantamiento de 1821. Con la revitalización económica apareció una clase media distribuida entre el propio imperio y las colonias comerciales en distintos puntos de Europa. Con las estrechas comunicaciones entre estas comunidades y el imperio, llegaron ideas de reforma. Los comerciantes formaron el principal núcleo de la Filikí Etería y del levantamiento de 1821.

### Situación de la población griega
Aunque la mayoría de la población de cultura griega del imperio era, como el resto de la población cristiana, mayoritariamente campesina, existía una minoría poderosa. Esta controlaba la mayoría del comercio de la península balcánica, dominaba la Iglesia ortodoxa a la que pertenecían la mayoría de los cristianos balcánicos y ostentaba el monopolio de las instituciones educativas y culturales de esta parte del imperio. Además, ocupaba destacadísimos puestos en la administración pública y en la diplomacia. Era uno de los pilares del imperio. En el siglo XVIII, eran la más poderosa comunidad cristiana del imperio. Los administradores fanariotas descollaron primero como secretarios e intérpretes en un momento de gran actividad diplomática en el imperio. En el XVIII, obtuvieron el gobierno de los principados de Valaquia y Moldavia —puestos que conservaron hasta la rebelión griega de 1821— además de importantes puestos en Asuntos Exteriores y Marina.

### Actitud ante la rebelión
En el Peloponeso, principal teatro de la guerra, el motivo primordial del campesinado para sostener la rebelión fue el deseo de obtener tierras: los cuarenta mil turcos de la región poseían tres millones de stremma, mientras que los trescientos setenta mil griegos solo tenían un millón y medio. La propiedad de la tierra tampoco era igualitaria: algunos terratenientes acaparaban el grueso en manos griegas y la mayoría del campesinado era jornalera. Las motivaciones religiosas o nacionalistas fueron secundarias.
Por su parte, los notables, que en la práctica formaban parte de la administración imperial y ostentaban notable poder y gozaban de autonomía, se mostraron cautos ante las propuestas de alzamiento. En general, deseaban garantías de apoyo ruso y ansiaban poder dominar el levantamiento.
La actitud de los fanariotas fue similar: su participación en una rebelión contra el imperio ponía en riesgo su privilegiada posición y sus filas se dividieron entre los que se mantuvieron fieles al imperio, los que trataron de obtener el socorro de las potencias para los rebeldes y los que se unieron a las filas de estos.
La Iglesia se mostró asimismo dividida: los altos cargos fueron contrarios a la revuelta, mientras que los sacerdotes de los pueblos se mostraron más favorables y, en ocasiones, participaron incluso en los combates. La Iglesia percibía el secularismo de parte de los rebeldes como una amenaza mayor que la débil autoridad del sultán.

### Preparativos
La rebelión la planeó la organización secreta Filikí Etería (Sociedad de Amigos), fundada en Odesa por mercaderes griegos en 1814. La estructura se inspiró en la masónica. La asociación, que creció lentamente hasta 1817, estaba dividida en una fracción conservadora y otra radical. La primera logró imponer a su candidato a caudillo de la prevista rebelión: el general de división del Ejército ruso Aléxandros Ipsilantis, miembro de una conocida familia fanariota y edecán del zar. Este aceptó encabezar la sociedad en abril de 1820 tras rehusar el ministro de Asuntos Exteriores de Rusia, el griego Ioannis Kapodistrias. La segunda impuso la inmediatez del levantamiento y difundió el bulo de que Rusia lo apoyaría, con el objetivo de atraerse a ciertos notables indecisos del Peloponeso. La asociación sí contaba, sin embargo, con las simpatías de numerosos cónsules de Rusia en los Balcanes, que a menudo eran griegos.
En 1818 la organización se instaló en Constantinopla, capital del Imperio otomano, pero con abundante población griega. Agentes de la organización recorrieron los Balcanes para reclutar adeptos y encuadrarlos, tanto a personas de cultura griega como de otras de la península, con el objetivo de llevar a cabo un alzamiento general balcánico contra los otomanos. Entre los que se unieron a la sociedad se contó Karađorđe Petrović, que fue asesinado al volver a Serbia para participar en la rebelión. Su muerte privó a los conjurados de la posibilidad de incluir a Serbia entre los territorios que se levantarían contra el sultán. La organización optó por sustituir a Serbia por los principados del Danubio, donde contaba con el respaldo del hospodar de Moldavia y creía poder hacerlo también con la jerarquía eclesiástica (griega), los terratenientes (griegos también en parte) y quizá incluso con el del campesinado rumano —su principal caudillo, Tudor Vladimirescu, eran también miembro de la sociedad secreta—. Otro elemento favorable a los conspiradores era la debilidad de las fuerzas otomanas desplegadas en los principados, que se concentraban en las fortalezas a orillas del Danubio; el campo estaba vigilado por milicias locales que los conjurados confiaban en poner de su lado. A pesar de todo esto, la sociedad consideraba crucial el apoyo de Rusia que tenía derecho a vetar el despliegue de las fuerzas del sultán en los principados según el acuerdo de 1802 con los otomanos. La sociedad esperaba que los rusos no consintiesen en que el sultán enviase tropas a los principados o incluso se viese obligada a intervenir una vez comenzada la revuelta.

## Comienzos de la guerra de la Independencia

### Fracaso en los principados del Danubio

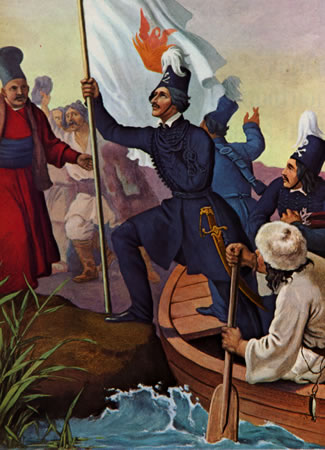
Cuadro decimonónico que representa el cruce del Prut por Ipsilantis el 21 de marzo de 1821. El río marcaba la frontera ruso-moldava.

Acuciado por los radicales, Ipsilantis bosquejó el plan de alzamiento, que emprendió en la primavera de 1821, con escaso éxito. El levantamiento debía darse simultáneamente en los principados del Danubio, en el Peloponeso y en las islas. Ipsilantis esperaba contar con la colaboración rusa, pero el zar se negó a ello rotundamente y lo despidió fulminantemente. Tampoco logró la cooperación de la población rumana de los principados. Para el campesinado rumano, los griegos eran hospodares, recaudadores de impuestos y usureros y tomaron las armas contra ellos y los boyardos rumanos, a los que consideraban sus explotadores. Serbia no participó y no hubo un alzamiento general en los Balcanes. La esperanza de Ipsilantis de desencadenar un gran levantamiento antiotomano cuando penetrase en los principados se vio frustrada.

Principales movimientos de la revuelta en los principados del Danubio.

El 8 de octubre de 1820, hizo un llamamiento a los griegos desde Izmaíl para que se aprestasen a la inminente rebelión. En diciembre pasó a Kishinev, la ciudad rusa más cercana a la capital moldava, Iași.
Falto del respaldo ruso y rumano, Ipsilantis cruzó la frontera del Prut el 6 de marzo de 1821 a la cabeza del «Batallón Sagrado», compuesto por griegos de familias acomodadas. Esa misma noche, el puñado de invasores entró en la capital moldava, escoltado por jinetes enviados por el hospodar. Los rebeldes perpetraron matanzas en Iași y Galați. En la segunda, uno de los seguidores de Ipsilantis hizo asesinar a la guarnición y a los mercaderes turcos de la ciudad, por lo que fue recompensado con el mando de uno de los dos batallones de Ipsilantis. En la capital moldava, el Soutzos convenció a la cincuentena de soldados turcos de la guardia para que se entregasen a cambio de sus vidas, pero luego fueron pasados por las armas. Falto de fondos, Ipsilantis extorsionó a un banquero griego de la ciudad para conseguirlos y comenzó a saquear la región, con lo que se enemistó tanto con los elementos ricos como con el campesinado pobre.
Tras un mes de lento avance, las fuerzas de Ipsilantis alcanzaron la capital valaca, Bucarest, de la que se había apoderado poco antes Vladimirescu tras el fallecimiento del hospodar Alexandros Soutzos, a comienzos de abril. Ipsilantis contaba por entonces con los quinientos bisoños griegos del «Batallón Sagrado», ochocientos jinetes y una hueste total de unos dos mil hombres. Las relaciones entre rumanos y griegos empeoraron rápidamente, en especial cuando los primeros comenzaron a tomar las armas contra los terratenientes. Vladimirescu, convencido de que la rebelión había fracasado, comenzó a tratar con los otomanos. Estos se aprestaban a reconquistar los principados al tiempo que la situación de Ipsilantis se deterioraba: su rebelión había sido condenada por el patriarca de Constantinopla y por el zar y los moldavos estaban cada vez más insatisfechos. El hospodar moldavo decidió huir con su familia y refugiarse en la Besarabia rusa. Temerosos de que Vladimirescu pactase finalmente con los otomanos, la Filikí Etería lo secuestró y el 27 de mayo lo pasó por las armas, acto por el que perdió parte de las simpatías rumanas; algunos desafectos con Vladimirescu se pasaron, sin embargo, a las filas de Ipsilantis.
Este marchó hacia el norte, a Râmnicu Vâlcea, con unos dos mil quinientos jinetes, el Batallón Sagrado y entre tres y cuatro mil infantes. El 19 de marzo, los otomanos lo aniquilaron en la batalla de Drăgășani, en la que solo parte del ejército de Ipsilantis, pero que llevó a su disolución. La derrota no facilitó la independencia griega, pero sí determinó el fin del gobierno fanariota de los principados. Ipsilantis huyó a Austria en junio; fue encarcelado y pasó encerrado los nueve años siguientes. Su fuga marcó prácticamente el fracaso de la rebelión en los principados.
Los combates en los principados originaron una oleada de refugiados: cuarenta mil griegos pasaron la frontera ruso-moldava y otros doce mil buscaron amparo en el puerto de Odesa. Los rusos acogieron a los refugiados, si bien la ayuda que recibió cada uno dependió de su clase social.

### Situación en el Peloponeso
El Peloponeso se dividía administrativamente en dos zonas: el Eyalato de Morea y la península de Mani, que había formado parte de aquel hasta 1776 y, desde entonces, había pasado a depender del Eyalato del Archipiélago. La península contaba con amplia autonomía, como era típico en el Imperio otomano, especialmente en las regiones de difícil acceso, y la administraba un bey local, desde 1815, Petros Mavromichalis.
Región montañosa cuyas comarcas se comunican más fácilmente por mar que por la áspera tierra, concentraba su población en ciertos puertos, dominados por fortalezas desde tiempos del dominio veneciano. Quien se hiciese con estos castillos, dominaría la península, por lo cual fueron objetivo de los dos bandos. Las principales se ubicaban en Patras, Río —este, el castillo de Morea, contaba con una fortificación gemela al norte del golfo, el castillo de Rumeli, en la moderna Antirrop (Nafpaktía), Acrocorinto, Nauplio (la fortaleza de Palamedes), Monemvasía, Coron, Modona y los dos castillos de Navarino. En el interior se hallaba la ciudad amurallada de Trípoli, sede del Gobierno regional otomano. El acceso a la península sin grandes travesías solos se podía realizar por el istmo de Corinto y, desde el noroeste, atravesando la parte más estrecha del golfo homónimo desde el castillo de Rumeli al de Morea.

### Alzamiento del Peloponeso

Representación decimonónica del alzamiento en el Peloponeso el.

La situación en el sur era cada vez más tensa. La autoridad imperial estaba mermada por la rebelión de Alí Pachá de Yánina y los ataques aislados a los turcos crecían. En agosto de 1820, las fuerzas del sultán habían conseguido cercar a Alí y dos mil de sus partidarios en Ioánina, con la colaboración de fuerzas griegas. Cuando los otomanos comenzaron a saquear los alrededores, estas cambiaron de bando y a comienzos de 1821 entre cinco y siete mil montañeses griegos combatían en favor de Alí. El bajá de Morea tuvo que marchar al norte a mediados de enero, a participar en el asedio de Ioánina. Dejó en su lugar a un gobernador en funciones joven, arrogante y sin experiencia militar, lo que debilitó el control otomano en la región justo al comienzo del levantamiento griego. Al mismo tiempo, llegó a la península desde Zacinto uno de los caudillos de la rebelión, Theodoros Kolokotronis, antiguo bandido y luego mercenario en las islas jónicas, que atizó la rebelión entre los belicosos maniotas del sureste.
En febrero, los notables del Peloponeso se reunieron para tratar la situación, pero decidieron no apoyar un posible levantamiento hasta tener garantías de que contaría con el auxilio ruso. En marzo, sin embargo, las autoridades los convocaron a Trípoli; temiendo que tomasen rehenes, parte de los notables soslayaron la instancia. Se reunieron por el contrario en el monasterio de Agia Lavra actual municipio de Kalávrita, en el que el obispo Germanos el 25 de marzojul./ 6 de abril de 1821greg. alzó el estandarte de la cruz como señal de rebelión. Los que sí acudieron a la llamada de las autoridades quedaron cautivos. En realidad, el alzamiento no fue consecuencia de un plan bien trazado, sino que se precipitó por el temor a las medidas de prevención otomanas y al miedo de algunos notables, con lazos con la Filikí Etería, de la actuación de las autoridades.
El 1 de abril, diversos grupos rebeldes se concentraron en Kalamata, que conquistaron dos días después. Los turcos que se habían rendido a cambio de conservar la vida fueron asesinados. Por las mismas fechas los insurrectos se apoderaron de Vostitsa, de la que había huido la población turca. El 7 de abril, tras cinco días asedio, los otomanos capitularon en Kalavrita; murieron en cautividad varios meses después. La primera resistencia seria a los alzados se produjo en Patras, el principal centro comercial de la península que contaba por entonces con unos dieciocho mil habitantes. La tensión creció en la ciudad a lo largo de marzo. El 4 de abril se desataron los combates: los otomanos incendiaron una casa que deseaban registrar en busca de armas y que encontraron cerrada y el fuego se extendió, destruyendo otras doscientas. A continuación, los otomanos se refugiaron en la fortaleza y los insurrectos griegos emprendieron su cerco con unos cinco mil hombres. Los asediados, cuyas provisiones menguaban, fueron rescatados por una columna de entre trescientos y mil otomanos que acudieron en su socorro desde el norte del golfo de Corinto y acometieron por sorpresa a los sitiadores. Estos, pese a ser más numerosos, se retiraron desordenadamente; el 15 las fuerzas otomanas de socorro retomaron la ciudad y volvieron a incendiarla. Los otomanos saquearon lo que quedaba de la ciudad y decapitaron a unos cuarenta griegos. Otros buscaron refugio en los consulados extranjeros. Los rebeldes retomaron repetidamente el cerco de la fortaleza, adueñándose en varias ocasiones de lo que quedaba de la ciudad, pero incapaces de expugnar el castillo, que los otomanos conservaron a lo largo de la contienda.

### Retos del movimiento independentista
El levantamiento no contó con las simpatías generales de la población, dividida, y originó luchas intestinas y combates dispersos, tanto contra los turcos como entre las distintas facciones rebeldes griegas. Los rebeldes se hallaban muy fraccionados: los del Peloponeso se oponían a los septentrionales (rumeliotas); los isleños, a los dos grupos anteriores; los fanariotas, a los jefes guerrilleros; los altos cargos eclesiásticos, a los sacerdotes aldeanos; los armadores, a los marineros; y los notables, a los jornaleros. A la lucha por la independencia se yuxtapuso una guerra civil entre los distintos grupos que formaban la rebelión, que se disputaron el poder. Esta arreciaba cada vez que menguaba el peligro otomano. La división era tal y las alianzas tan fluctuantes, que los rebeldes fueron incapaces de formar un Gobierno unificado efectivo hasta 1827 por los constantes choques entre grupos.
Lo accidentado del terreno complicaba la coordinación de los rebeldes, pero también el despliegue de las fuerzas imperiales, que tenían además que lidiar con el control del mar, en manos de los alzados. La geografía de la zona favoreció la guerra de guerrillas de las distintas bandas armadas, que no formaban un verdadero ejército nacional, sino las huestes de los distintos caudillos, a menudo enfrentados entre sí además de a los otomanos. La flota, aunque efectiva contra los otomanos, también sufría continuos motines.
Otro grave problema era la falta de fondos para sufragar la lucha. El Gobierno no contaba con fuentes suficientes de ingresos: los rescates solían embolsárselos los jefes de las bandas armadas que tenían a los rehenes, los impuestos eran escasos y difíciles de recaudar y las contribuciones voluntarias, exiguas. Así, desde el comienzo, los rebeldes buscaron financiación extranjera, al principio sin éxito. Finalmente consiguieron un préstamo a gran interés en Londres, que empezaron a recibir en 1824.

## Equilibrio

### Extensión de la rebelión y divisiones intestinas
Durante el primer año del levantamiento, los rebeldes se hicieron con el dominio del Peloponeso y de numerosas islas del Egeo, entre las que destacaban Hidra, Spetses y Psará. En mayo, los rebeldes repelieron la acometida otomana en el pueblo de Valtetsi; los otomanos avanzaron desde Trípoli con la intención de desbaratar las posiciones rebeldes al suroeste de la ciudad, pero no pudieron tomarlas y perdieron entre seiscientos y ochocientos hombres. El 2 de agosto, tras varios meses de asedio por tierra y mar, los insurrectos rindieron por hambre la fortaleza de Monemvasía, de escaso valor militar pero gran simbolismo.
La reacción otomana fue al comienzo débil, pues el Gobierno constantinopolitano lidiaba por entonces con la rebelión de Alí Pachá, el alzamiento en los principados del Danubio y la guerra con Persia. Un destacamento de entre cinco y ocho mil hombres que avanzó desde el norte para socorrer Trípoli fue emboscado por los griegos en la aldea de Vasiliká, en un desfiladero cercano a las Termópilas y tuvo que retroceder a Lamía en septiembre. Otro intento por el camino occidental al Peloponeso, a través del fragoso Makrinóros, fue desbaratado en junio y julio. Los otomanos perdieron unos ciento cincuenta hombres de los mil ochocientos que trataron de forzar el paso por las montañas, defendidas por doscientos griegos bien atrincherados. Tras la derrota, los otomanos no volvieron a intentar avanzar por esta ruta hasta finales de 1822, cuando habían logrado pactar con algunas de las fuerzas locales y contaban ya con fuerzas muy superiores (unos seis mil soldados) después de haber concluido el asedio de Ioánina.
Las victorias de los rebeldes vinieron acompañadas de grandes matanzas de población turca. Especialmente cruenta fue la masacre de la población musulmana de Trípoli en octubre de 1821. La ciudad contaba con entre nueve y diez mil defensores, y una población total de unas treinta mil personas, el doble de la habitual, por la llegada de refugiados de los alrededores. Los sitiadores griegos eran unos dos o tres mil en mayo, pero en el verano ya eran unos seis mil. Dos mil evacuados de la ciudad, primordialmente mujeres y niños, cuya marcha habían pactado los dos bandos, fueron asesinados por los rebeldes griegos en un desfiladero cercano. De los quince mil habitantes de la ciudad que se calcula habían sobrevivido al cerco, unos ocho mil fueron pasados por las armas por las fuerzas griegas. Kolokotronis, que dirigía las operaciones cuando se produjo la toma de la plaza, se hizo con un gran botín, que le permitió sufragar las soldadas de sus hombres, base de su poder en el Peloponeso.
En el mar, la primera isla en rebelarse contra el sultán fue Spetses, el 15 de abril. Una semana después lo hizo Psará y luego hizo lo propio Hidra. El 1821 los otomanos emprendieron tres campañas navales para tratar de aplastar la revuelta. La primera a principios de junio. En esta, los otomanos, acosados por la flota enemiga, se refugiaron en Lesbos, pero perdieron un gran navío de línea, incendiado por un brulote enemigo; el buque explotó y la conflagración mató a la tripulación, entre quinientos y seiscientos hombres. Tras esta pérdida, la escuadra otomana se retiró a los Dardanelos. A mediados de julio, los otomanos retomaron las operaciones navales: trataron de recobrar Samos, que se había sumado a la rebelión y cuya flota saqueaba la costa asiática. Sin embargo, los doce mil soldados que esperaban en Asia para que los transportasen a la isla rebelde se amotinaron y desperdigaron, dedicándose al saqueo y al asesinato de la población griega de Scala Nuova; para cuando el almirante otomano logró reunir mil soldados para someter la isla, tuvo que enfrentarse a una gran flota griega, que desbarató el plan. Los otomanos abandonaron la operación en agosto. En la tercera campaña naval del año, los otomanos rehuyeron en enfrentamiento con la flota enemiga y se dedicaron a reforzar las plazas peloponesias que todavía conservaban. Llevaron abastos primero a Modona y Coron y luego a Patras. Seguidamente, desbarataron la escuadra griega que había estado asediando Patras, que se había refugiado inútilmente en Galaxidi al arribar la escuadra otomana. En noviembre, los otomanos, hostigados por la flota enemiga, retornaron a Constantinopla a finales de noviembre.
En el este, la mala logística otomana y la indignación por la derrota naval de junio hicieron que las tropas reunidas en Esmirna para marchar a los principados del Danubio atacasen a la población griega de la ciudad, dedicándose al saqueo y al asesinato.
En enero de 1822, los rebeldes reunieron una Asamblea Nacional en Epidauro que proclamó la independencia, aprobó una compleja Constitución y nombró a un fanariota, Alexandros Mavrokordatos, primer presidente de la Primera República Helénica. Este, sin embargo, carecía de poder real, que se repartían una serie de caudillos mal avenidos: Theodoros Kolokotronis —principal cabecilla de las guerrillas—, Andreas Zaimis —cabeza de los notables— y los hermanos Kondouriotes, representantes de los navieros. Mavrokordatos al poco pasó a Mesolongi, donde trató de establecer su centro de poder frente a otros rivales. Kolokotronis, figura eminente entre los militares y los guerrilleros campesinos, desafió al Gobierno de Mavrokordatos, controlado por los notables peloponesios y los isleños. Ese mismo mes de enero, los insurrectos se apoderaron de la fortaleza de Acrocorinto.
En Atenas, por entonces una población de diez mil habitantes, de los que la mitad eran albaneses y el resto turcos y griegos, estos emprendieron un cerco que desbarató temporalmente Omer Vrioni en julio de 1821. Este emprendió la persecución de los griegos en las brutales «cacerías de griegos», que cesaron al retirarse en noviembre. Entonces los insurrectos reanudaron el cerco a la guarnición otomana de la acrópolis, que no pudieron tomar por asalto y rindieron finalmente por hambre y sed el 22 de junio de 1822. Pese a las condiciones de capitulación, que prometían la vida a los cercados, los insurrectos asesinaron a casi la mitad de los mil ciento cincuenta que se habían rendido. Otros murieron de enfermedad y solo quinientos cincuenta fueron evacuados luego por barcos extranjeros. La zona quedó dominada fundamentalmente por uno de los caudillos militares, Odiséas Androútsos.
Para el verano de 1822, los alzados no solo dominaban el Peloponeso y algunas islas, sino que se habían extendido al norte del istmo de Corinto y se habían apoderado de Atenas, Tebas y Mesolongi. Las fuerzas otomanas, por su parte, habían sofocado los levantamientos acaecidos en Tesalia, Macedonia y el monte Athos. Las flotas griegas, que operaban más como corsarios que como una Armada estatal, desbarataban el transporte marítimo otomano y aseguraban el abastecimiento exterior de la zona dominada por los rebeldes. En el oeste de Rumeli, los otomanos vencieron a los rebeldes en la batalla de Peta, en la que perecieron muchos voluntarios helenófilos; la derrota obligó a los rebeldes a replegarse a Mesolongi, y casi puso fin a la llegada de voluntarios extranjeros.
En Constantinopla, un grupo de jenízaros ahorcaron al patriarca Gregorio V y a varios obispos, pese a que aquel había condenado la revuelta. En Quíos la represión fue brutal en abril de 1822: gran parte de la población de la isla fue asesinada —unas tres mil personas— o vendida como esclava. La isla se había visto envuelta en la contienda por la llegada de rebeldes de Samos, que la abandonaron al llegar las fuerzas otomanas. Tras las terribles matanzas y saqueos de la capital de la isla, los otomanos continuaron las atrocidades en el campo, en algunos casos quemando vivas a sus víctimas. Miles de tropas otomanas participaron en el saqueo de la isla, en busca de botín y cautivos. Si bien los dos bandos cometieron atrocidades, en Europa las que recibieron publicidad fueron las otomanas, lo que favoreció que la opinión pública tomase partido por los rebeldes griegos y las potencias sopesasen la posibilidad de intervenir en el conflicto.
En diciembre se volvió a reunir la asamblea. Kolokotronis, que por entonces ostentaba el poder práctico entre los rebeldes, se negó a que lo hiciese en Nauplia, que acababa de conquistar y se había designado capital. En respuesta la asamblea lo destituyó del mando supremo, que concedió a un comité de tres miembros. Kolokotronis reaccionó llevándose a varios miembros del Gobierno, lo que precipitó la huida del resto a Hidra, donde se formó un nuevo gabinete presidido por Georgios Kunturiotis, un rico armador. Desde el verano de 1823, las disensiones intestinas de los rebeldes eran cada vez mayores, debido en parte a la incapacidad otomana de invadir el Peloponeso. La diferencia fundamental enfrentaba a los partidarios del Gobierno, dominado por Kolokotronis, con los del Senado, sostenido por diversos de sus adversarios (otros notables peloponesios, Mavrokordatos y los isleños), si bien ambos partidos no estaban libres de rencillas internas.
La rebelión quedó así dividida en dos Gobiernos: el de la isla, presidido por Kunturiotis pero dominado en la sombra por Mavrokordatos, y el de la península, dominado por Kolokotronis. Estalló la guerra civil entre las dos facciones; en junio de 1824, Kolokotronis hubo de ceder, entregar Nauplia —a cambio de una compensación monetaria— y reconocer la autoridad de Kunturiotis. Sus partidarios perdieron en control de cuatro importantes plazas: Argos, Corinto, Trípoli y Nauplia. Este primer conflicto civil duró desde diciembre de 1823 hasta junio de 1824.
No obstante, antes de que concluyese 1824, se desató una nueva guerra interna, esta vez entre peloponesios e isleños en la que Kunturiotis volvió a imponerse, merced al uso de un crédito británico que le permitió atraerse a ciertas bandas armadas. Los isleños contaron con la colaboración de soldados de Rumeli —los territorios de la moderna Grecia al norte del Peloponeso—, que llevaron a cabo devastadoras correrías por el territorio de sus rivales. Los notables peloponesios habían aprovechado una revuelta antitributaria en Ciparisia para retomar las armas contra el Gobierno a finales de octubre, temiendo perder toda influencia en la zona, pero fueron vencidos por las fuerzas gubernamentales y se entregaron a estas a lo largo de enero y febrero de 1825.

### Fallidos intentos otomanos de aplastar la rebelión
La estrategia disponible a las fuerzas otomanas privadas del acceso por mar al Peloponeso era la invasión terrestre a través del estrecho istmo de Corinto durante la temporada de campaña, antes de que el crudo invierno desbaratase las operaciones. Aunque en ocasiones lograron forzar el paso por el istmo, no conseguían adueñarse de ciudades y fortificaciones de importancia donde poder invernar, y se venían obligados repetidamente a replegarse al norte durante el invierno. Las fallidas invasiones de la península se sucedieron hasta 1825.
La primera de las invasiones se produjo en 1822: en febrero los otomanos habían vencido por fin a Alí Bajá y marcharon a invadir el Peloponeso con treinta mil soldados. El mando se encomendó al pachá de Drama, conocido como Mahmud Dramali Bajá. La campaña otomana comenzó el 5 de julio. El objetivo era recuperar Acrocorinto, socorrer a la guarnición de Nauplia y reconquistar Trípoli, al tiemop que Omer Vrioni cruzaba el golfo hasta Patras y la flota colaboraba en la invasión del Peloponeso. En menos de una semana, Dramali se apoderó de Tebas, que incendió y luego recobró Acrocorinto, que la guarnición griega había evacuado. A continuación, su ejército marchó contra Argos, que tomó el 3 de agosto, tras abandonarla los griegos. Escaso de víveres y con la zona arrasada por Kolokotronis para estorbar las maniobras otomanas, Dramali optó por replegarse a Corinto, pero fue emboscado en las montañas que separan esta de Argos. En los diversos combates en la montaña que se libraron entre el 6 y 8 de agosto, los otomanos perdieron unos dos mil hombres y el ejército quedó deshecho. Al oeste, Vrioni, incapaz de tomar la estratégica plaza de Messolongi, tuvo que replegarse al llegar el invierno. En el otoño los restos del ejército invasor se retiraron a Corinto, donde falleció al poco Mahmud Dramali Bajá, su jefe. Hurshid Pachá, jefe conjunto de los dos ejércitos que habían fracasado en la campaña, se suicidó. En diciembre, faltas de socorros, cayeron las fortalezas de Nauplia y Palamedes. La primera pasó a ser luego la primera capital del Estado independiente griego.
A finales de enero de 1823, los restos del ejército de Dramali trataron de alcanzar Patras, dejando en Corinto una guarnición de ochocientos soldados. Mil enfermos hicieron el viaje por mar, pero el grueso del ejército, tres mil quinientos hombres, lo hizo por tierra. En Akrata quedaron cercados por los griegos, que los sometieron a un duro acoso hasta que pudieron rescatarlos por mar desde Patras a mediados de marzo, aunque para entonces solo sobrevivían dos mil de ellos.
En 1823 aconteció lo mismo: dos ejércitos trataron de penetrar en la península bajando desde ambas vertientes de los montes Pindo pero, al no lograrlo, hubieron de retirarse para invernar. Los otomanos alcanzaron esta vez Mesolongi, a mediados de octubre, pero en noviembre, tras apenas seis semanas de asedio, se replegaron. Más al este, se limitaron a reforzar sus posiciones en Tebas, Lebadea y Ámfisa, sin atreverse a marchar contra Atenas. En el mar, los otomanos enviaron una nueva flota en mayo, que apenas sirvió para reforzar algunos enclaves amenazados por los rebeldes griegos: Eubea, Modona, Coron y Patras, pero poco más. No pudo enviar socorros a Corinto por encontrarse esta lejos de la costa, y la guarnición capituló en noviembre. En diciembre la flota otomana retornó a Constantinopla, tras perder algunas naves a manos de los insurrectos.
A comienzos de 1825, la situación estaba estancada: ni los otomanos lograban sofocar la rebelión ni esta aprovechar las debilidades del imperio para extenderse.
El Gobierno griego obtuvo un segundo préstamo en Londres, mucho mayor que el anterior, pero del que apenas sacó provecho: de las 566 000 libras concedidas, 400 000 se gastaron en apenas cuatro barcos de guerra, que les entregaron tardíamente. Apenas quedaron cien mil libras para el resto de los abundantes gastos gubernamentales. En mayo de 1826, el Gobierno estaba nuevamente sin fondos. En los dos empréstitos londinenses todas las partes desempeñaron un papel criticable: los promotores británicos exigieron grandes comisiones para organizarlos; el Gobierno griego solicitó los préstamos sin visos de devolverlos y los inversores impusieron grandes intereses. Los empréstitos emponzoñaron las relaciones bilaterales greco-británicas hasta 1878, cuando los diez millones de libras que por entonces se endeudaban se redujeron a millón y medio, garantizado por ciertos ingresos estatales.

## Fin del equilibrio: intervenciones externas

### La intervención egipcia: la rebelión a pique de perderse
El equilibrio cesó con las intervenciones externas, primero de los egipcios en favor del sultán, que estuvo a punto de dar al traste con el levantamiento griego, y luego de las potencias europeas, que sacaron a los rebeldes del apuro y aseguraron la independencia griega.
Para lograr la intervención egipcia, el sultán hubo de aceptar las exigencias del jedive Mehmet Alí: la cesión del bajalato de Creta y del gobierno del Peloponeso para su hijo Ibrahim bajá. Los egipcios sometieron primero Creta en abril de 1824, donde los rebeldes también estaban muy divididos. Seguidamente los egipcios asaltaron Kasos en junio, cuya flota los había hostigado durante las operaciones en la vecina Creta. En julio los otomanos saquearon Psará, pero en agosto los barcos de Hidra y Spetses bloquearon la flota enemiga en Bodrum y le impidieron apoderarse de Samos, que era su siguiente objetivo. A Bodrum llegó la enorme flota egipcia a finales a agosto. Las dos escuadras, otomana y egipcia, libraron una batalla naval el 10 de septiembre con la griega, en la que esta obtuvo una victoria indirecta al obligar al enemigo a abandonar la campaña hasta el año siguiente. Los barcos otomanos retornaron a Constantinopla y los egipcios, a Creta.
A continuación y gracias a la pasividad de la flota griega, cuyos marineros hacía meses que no recibían las pagas y decidieron regresar a sus hogares, Ibrahim pudo pasar al Peloponeso. El 24 de febrero de 1825, desembarcó seis mil infantes y quinientos jinetes al sur de la península, en la gran fortaleza veneciana de Modona. Pocos días más tarde, recuperaron la cercana Coron, que los griegos evacuaron sin defenderla. A continuación y nuevamente sin encontrar estorbo alguno, trasladó otros seis mil soldados de a pie y quinientos jinetes más al Peloponeso a mediados de marzo. Los griegos reaccionaron tarde: el 28 de marzo, Kunturiotis partió hacia el sur a defender Navarino, el siguiente objetivo de los egipcios, pero no llegó hasta sus alrededores hasta el 17 de abril. Las operaciones quedaron a cargo de un capitán de Hidra sin experiencia en la guerra terrestre; sus seis o siete mil hombres fueron vencidos por la mitad de egipcios en Kremmidia, cerca de Navarino el 19 de abril, lo que eliminó la posibilidad de auxilio para las guarniciones de Navarino (la vieja y la nueva fortaleza) y de la isla de Esfacteria que cierra la bahía homónima. Entre abril y mayo, Ibrahim arrebató Navarino a los rebeldes y fijó en ella su base, antes de internarse en la península sin que las bandas griegas pudieran impedírselo. El Gobierno griego amnistió entonces a los encarcelados tras las guerras civiles de 1824 y entregó el mando de sus fuerzas a Kolokotronis. Intentó además implantar un sistema de reclutamiento general para formar un ejército nacional, que fracasó ante la oposición de los distritos que debían aportar los soldados.
Los veteranos egipcios, disciplinados, batieron a las guerrillas griegas, incapaces de frenar su devastador avance. Los egipcios recuperaron Trípoli, que Kolokotronias había tratado de incendiar. En Navarino, los griegos incendiaron mediante brulotes una veintena de naves egipcias, pero esto no bastó para detener la marcha de las unidades de Ibrahim. Un audaz intento de quemar el resto de la flota enemiga en Alejandría fracasó. El 25 de junio, sin embargo, los griegos repelieron el ataque a Nauplia. A lo largo del año, los egipcios tomaron y saquearon las principales poblaciones de la península, a excepción de Nauplia y Monemvasía: Kalamata, Argos, Mistra y Gastouni, pero no pudieron someter firmemente el territorio. La campaña de ese año fue, en conjunto victoriosa.
En Rumelia Oriental, el principal acontecimiento de 1825 fue la conquista y saqueo otomano de Ámfisa en mayo que, sin embargo, abandonaron en noviembre. El resto de combates en la región fueron meras escaramuzas.
Mientras Ibrahim avanzaba desde el suroeste, las fuerzas otomanas lo hicieron nuevamente desde el norte; ambas convergieron en la estratégica Mesolongi, que protegía el acceso al golfo de Corinto —los egipcios, que habían recibido refuerzos, llegaron a la ciudad a comienzos de enero de 1826— y que cayó en sus manos el 26 de abril de 1826. La ciudad había resistido heroicamente el asedio durante un año, pues las huestes otomanas habían emprendido el nuevo cerco a finales del año anterior. Finalmente, los griegos, tras rehusar rendirse en repetidas ocasiones, abandonaron la ciudad en masa en una operación de la que únicamente escaparon dos mil de ellos; cuatro mil perecieron y tres mil fueron capturados por el enemigo. Los egipcios cesaron temporalmente las grandes operaciones militares tras la toma de Mesolongi por falta de medios: la flota otomana había regresado a Constantinopla y a Ibrahim apenas le quedaban ocho mil soldados de los veinticuatro mil con los que había comenzado la campaña, de los que mil quinientos estaban enfermos. La expugnación de Mesolongi le había costaba cinco mil hombres.
Así, Ibrahim volvió a correr el Peloponeso durante el verano de 1826, mientras los otomanos de Reshid Bajá penetraban en el Ática y obtenían la capitulación de la guarnición griega de la Acrópolis de Atenas el 5 de junio de 1827. Un año antes, en junio de 1826, Reshid Bajá había emprendido el cerco de la plaza con siete mil infantes y ochocientos jinetes. A mediados de agosto se había apoderado de la ciudad y rodeado la acrópolis, al tiempo que rechazaba un intento de socorro desde el oeste. Los repetidos intentos de los rebeldes por auxiliar la ciudadela desde el sur fracasaron entre febrero y mayo. El 6 de este, los otomanos batieron a dos mil quinientos griegos cerca de Falero, mientras otros siete mil que debían haber cubierto su avance hacia la ciudad se abstenían de participar en la batalla. Murieron mil quinientos rebeldes en la lid y otros doscientos cuarenta fueron luego decapitados por los otomanos. El fracaso del socorro selló la suerte de la guarnición de la acrópolis, que capituló el 5 de junio; Reshid Bajá escoltó personalmente a los dos mil hombres que se rindieron para evitar represalias por una matanza anterior de otomanos acaecida durante el sitio.
El levantamiento estaba a punto de ser sofocado cuando la situación cambió repentinamente por la intervención de las grandes potencias.
Los rebeldes griegos nombraron en abril de 1826 un Gobierno interino de emergencia, encargado de dirigir la guerra, pero no pusieron fin a las disensiones que los enfrentaban; a comienzos de 1827, estuvieron a punto de sumirse en una nueva guerra civil, que evitaron los mandos británicos a los que habían encomendado a mediados de 1826 el mando de las fuerzas de mar y tierra.

### Las potencias entran en liza: Navarino

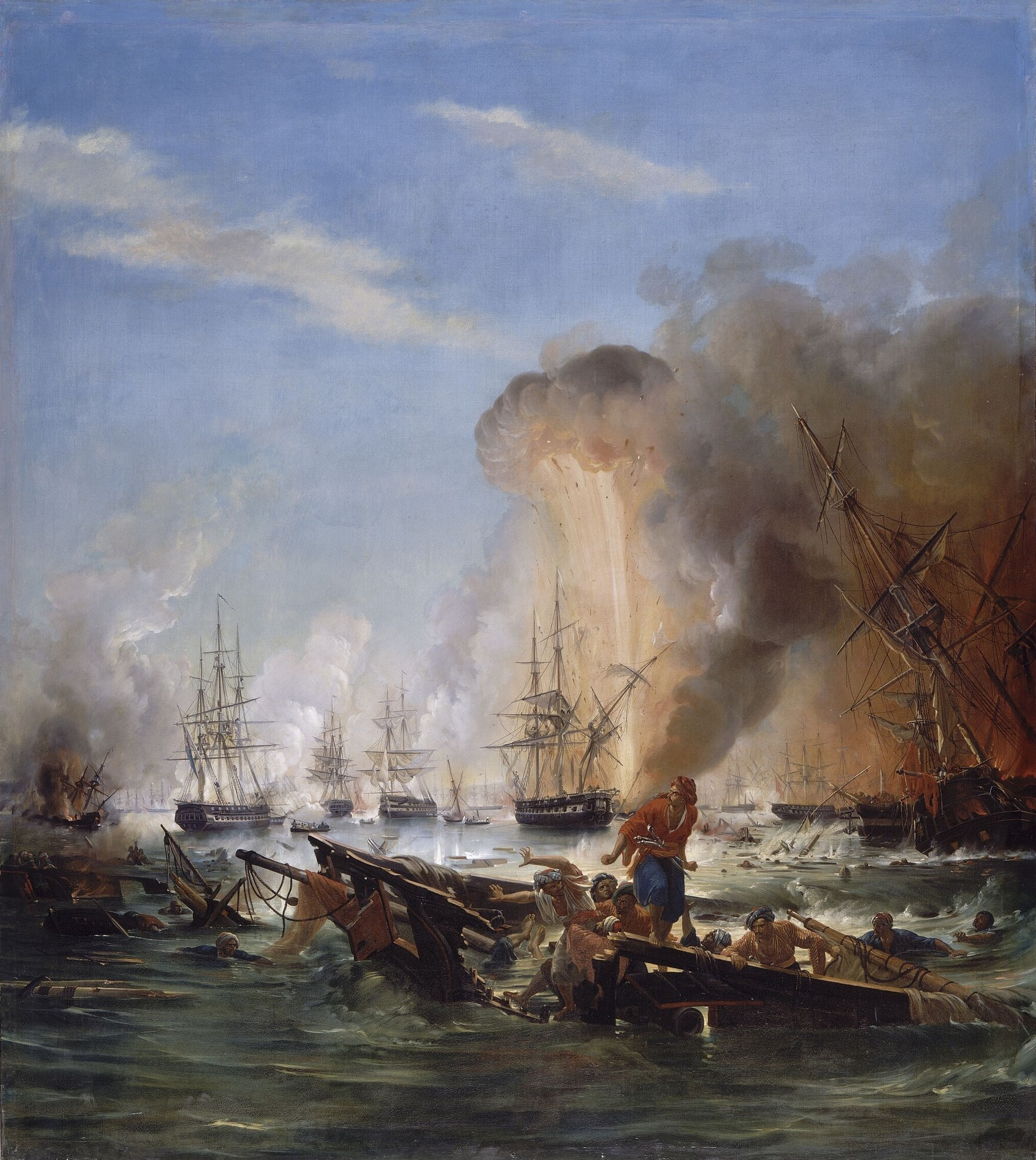
Cuadro de la batalla de Navarino, que selló fundamentalmente la suerte de la guerra en favor de los rebeldes griegos.

En general, las potencias europeas no vieron con buenos ojos el levantamiento griego, pues ponía en peligro el equilibrio europeo. Las potencias suponían que el fin de la autoridad otomana en la región conllevaría que esta pasase a alguna de ellas, y no había acuerdo sobre el reparto territorial; la alternativa era no eliminar aún la autoridad del sultán. Pese a ello, ya en 1821 estuvo a punto de estallar la guerra entre el Imperio otomano y Rusia, descontenta por la ley marcial impuesta por Constantinopla en los Principados del Danubio y por la mengua del comercio a través del Bósforo. Británicos y austriacos tuvieron que mediar para evitar el conflicto ruso-otomano.
Las potencias esperaban que la rebelión fracasase pero, al persistir, tuvieron que actuar, incitadas por la opinión pública, favorable a los rebeldes griegos por una mezcla de motivos religiosos —defensa de los cristianos frente a los musulmanes— e históricos —algunos veían a los rebeldes como herederos del apogeo clásico griego frente a la barbarie que identificaban con los turcos—. Los rumores —desmentidos, aunque no por escrito, por egipcios y otomanos— de que Ibrahim Bajá pretendía exterminar a la población griega peloponesia y asentar en la península campesinos egipcios, alarmó a las potencias, que a mediados de 1825 comenzaron a sopesar intervenir en el conflicto. Para los británicos, el conflicto suponía problemas comerciales y políticos en las islas jónicas, que poseían desde las guerras napoleónicas y suscitaba el temor de una Grecia autónoma o independiente ligada a Rusia. Británicos y rusos pactaron en San Petersburgo el protocolo del 4 de abril de 1826, en el que decidieron mediar entre los bandos enfrentados para lograr que el alzamiento concluyese con la autonomía griega en el seno del Imperio otomano.
Al tiempo que los rusos trataban con los británicos, obtuvieron concesiones del sultán en la Convención de Akkerman, consecuencia de un nuevo ultimátum a Constantinopla presentado el 17 de marzo de 1826 en el que habían exigido la evacuación otomana de los principados del Danubio. El sultán, enfrascado en la supresión de los jenízaros, tuvo que ceder a las pretensiones rusas. Rusia devino potencia protectora de Serbia y los principados del Danubio, lo que luego le permitió intervenir en la política de estos territorios.
Si los griegos se avinieron a solicitar la mediación de las potencias en abril, los otomanos y egipcios, que veían la victoria al alcance de la mano, rehusaron hacerlo. Ante la negativa, británicos, rusos y franceses firmaron el Tratado de Londres el 6 de julio de 1827 para imponer el fin de los combates de grado o por fuerza. Las potencias establecerían relaciones comerciales con la Grecia autónoma que acordaban reconocer como tal y daban un mes a los beligerantes para firmar el armisticio; el caso de que no lo hiciesen, las flotas de las tres potencias intervendrían. En agosto de 1827 las potencias volvieron a ofrecer su mediación y el resultado fue el mismo: los griegos la aceptaron mientras que los otomanos la rechazaron. Las potencias ordenaron entonces a sus flotas desplegadas en el Mediterráneo bloquear los suministros a las tropas de Ibrahim Bajá. Como parte del bloqueo, la flota combinada acudió a la bahía de Navarino el 7 de septiembre, donde inopinadamente trabó batalla con la de Ibrahim Bajá el 20 de octubre, hundiéndola. Los almirantes habían pactado con Ibrahim Bajá el 25 de septiembre que este cesaría sus operaciones, promesa que incumplió, lo que conllevó el retorno de la flota de las potencias y el inesperado choque. Las pérdidas egipcio-otomanas fueron notables: sesenta de los ochenta y nueve buques de guerra de la flota, seis mil muertos y cuatro mil heridos. Los barcos averiados se negaron a rendirse y se volaron por los aires.
La derrota naval egipcio-otomana aseguró la supervivencia del alzamiento griego. La intervención de las potencias tuvo mayor importancia en el resultado de la contienda que las acciones de los caudillos rebeldes griegos.
Las tropas de tierra egipcias, aún muy copiosas —veinte mil infantes y cuatro mil jinetes—, fueron evacuadas por la flota de las tres potencias en septiembre, después de que Mehmet Alí pactase con ellas entre mayo y agosto. Únicamente quedaron en el Peloponeso mil doscientos egipcios, que defendían las cuatro fortalezas todavía en su poder: Coron, Modona, Patras y Navarino. Estas cayeron en poder de los franceses tras unos asaltos fingidos —los egipcios tenían orden de no resistir— poco después.

## Guerra ruso-otomana y disposiciones londinenses

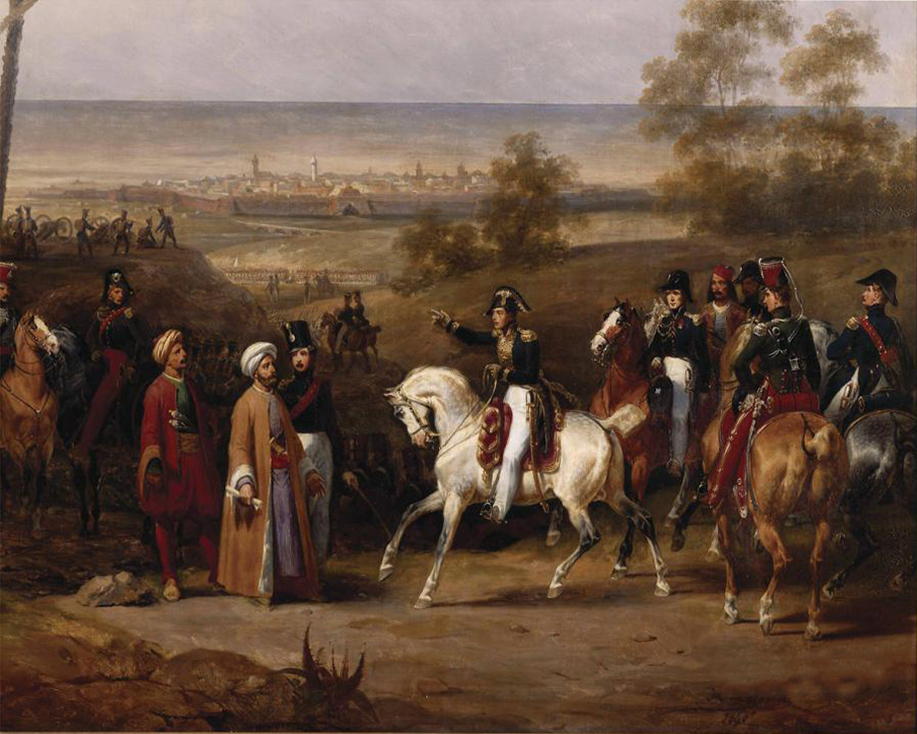
Tropas francesas en el Peloponeso en 1828. Llegadas demasiado tarde para enfrentarse a los egipcios, se apoderaron de las cuatro fortalezas que estos aún conservaban mediante unos asedios fingidos, pues los egipcios tenían órdenes de no resistir.

El fallecimiento del primer ministro británico George Canning cambió la actitud del Reino Unido: el nuevo presidente del Gobierno, el duque de Wellington, decidió sostener a los otomanos frente a Rusia, ya que temía la expansión de esta. Animado por el nuevo apoyo británico, el sultán Mahmut II decidió continuar la guerra en el Peloponeso y rescindir la Convención de Akkerman en noviembre de 1827. En respuesta, Rusia le declaró la guerra en abril de 1828.
Aprovechando que los otomanos frenaron la invasión rusa en las fortalezas de la orilla sur del Danubio —Shumla, Silistria y Varna— el Reino Unido y Francia acordaron con Mehmet Alí la retirada de las tropas egipcias del Peloponeso el 9 de agosto. De la operación se encargó durante el invierno siguiente un ejército francés.
El 28 de marzo de 1829, Rusia, Francia y el Reino Unido firmaron el Protocolo de Londres, por el que Grecia quedaría como principado autónomo otomano, con un señor escogido por ellos. La derrota otomana ante los rusos, que se plasmó en el Tratado de Adrianópolis del 14 de septiembre, obligó al sultán a aceptar lo dispuesto por las tres potencias en Londres. La situación del territorio pasó a decidirse en una nueva conferencia londinense, que concluyó con la redacción de un nuevo protocolo, el del 3 de febrero de 1830, por el que se concedía la independencia a Grecia, que sería a partir de entonces una monarquía protegida por las tres potencias firmantes. Wellington, empeñado en reducir al mínimo las pérdidas territoriales del imperio, consiguió que en las fronteras del nuevo Estado quedase incluido poco más que el Peloponeso y las islas Cícladas.

## Problemas para implantar el nuevo reino
Mientras, en Grecia la situación había mejorado relativamente. Se formó un nuevo Gobierno presidido por Andreas Zaimis y en 1827 se volvió a reunir la asamblea nacional, que aprobó una nueva Constitución y llamó a Ioannis Kapodistrias, al que se ofreció la presidencia de la república. El mando supremo de las fuerzas terrestres y navales se encomendó a dos británicos, Richard Church y Alexander Cochrane, respectivamente. Kapodistrias empleó el resto de 1827 a partir de que le fuese ofrecida la presidencia en abril en una gran gira por Europa para buscar apoyos. Mientras, los poderes del presidente quedaron en manos de un triunvirato que demostró ser incapaz de afrontar la crítica situación y poner fin a los enfrentamientos crónicos entre fracciones.
Kapodistrias llegó finalmente a Grecia el 18 de enero de 1828 escoltado por barcos de las tres potencias y emprendió la implantación de un Gobierno centralizado según el modelo europeo de la época, afrontando para ello una dura oposición y la antipatía del campesinado. Fundamentalmente, trató de aplicar un modelo de gobierno despótico ilustrado, concentrando en sí todos los poderes y suspendiendo la Constitución. Kapodistrias, antiguo ministro de Asuntos Exteriores ruso, impulsó una serie de medidas modernizadoras (fomentó la educación pública, creó un sistema legal y una divisa nacional, fundó la primera escuela agrícola, persiguió la piratería y sometió parcialmente a los notables), pero se había granjeado numerosos enemigos, en parte por su soberbia. Su tendencia a concentrar en sí el poder degeneró en nepotismo.
La situación en la península era sombría: las disensiones internas continuaban, las tropas egipcias seguían talando el Peloponeso pese a la derrota en Navarino y la población, tanto en Rumeli como en el Peloponeso, sufría una grave hambruna, agravada por brotes constantes de peste. Al norte del golfo de Corinto, los griegos trataban de adueñarse de tierras, con la intención de reclamarlas para en nuevo Estado heleno. Emprendieron la reconquista de Mesolongi a finales de 1827, que conquistaron finalmente en la primavera de 1829, al tiempo que se apoderaban también de Lepanto. Merced a estas conquistas se hicieron con el control del golfo. Más al este, Dimitrios Ipsilantis tomó el mando de las operaciones, en las que los griegos se apoderaron de Karpenisi, Ámfisa y Livadiá, aunque no pudieron conquistar Atenas. Al oeste Church se hizo con las tierras en torno al golfo de Arta y el Makrinóros.
A la complicación de escoger al nuevo rey por las potencias se unió el caos que se desató en Grecia por el asesinato del presidente Ioannis Kapodistrias el 9 de octubre de 1831. Las disensiones entre el triunvirato que lo sucedió, compuesto por su hermano Agostino, Kolokotronis y Ioannis Kolettis, evidenciaron la incapacidad griega para formar un Gobierno estable y determinaron el escaso papel que a los griegos se les reservó en los primeros años de la política del nuevo reino. El nuevo conflicto intestino, el mayor desde el comienzo de la guerra, desbarató gran parte de la reconstrucción conseguida durante el Gobierno de Kapodistrias.
Fueron Rusia, Francia y el Reino Unido, y no los representantes helenos, los que decidieron el sistema de gobierno de la nueva nación, el jefe del Estado que esta tendría, su carácter de reino independiente y las fronteras. Las potencias por fin lograron que uno de los hijos menores del rey de Baviera, Otón, aceptase la corona del nuevo reino en mayo de 1832. La conferencia de las potencias soslayó la opinión de la Asamblea Nacional griega sobre la elección del nuevo soberano, si bien esta la aceptó de todas formas durante el verano. Las tres potencias se ofrecieron a garantizar un nuevo préstamo de dos millones cuatrocientas mil libras para el nuevo reino griego. En julio el sultán reconoció la independencia griega a cambio de una indemnización monetaria y el 6 de febrero de 1833 Otón llegó a Atenas escoltado por una flota de las tres potencias.

## Consecuencias

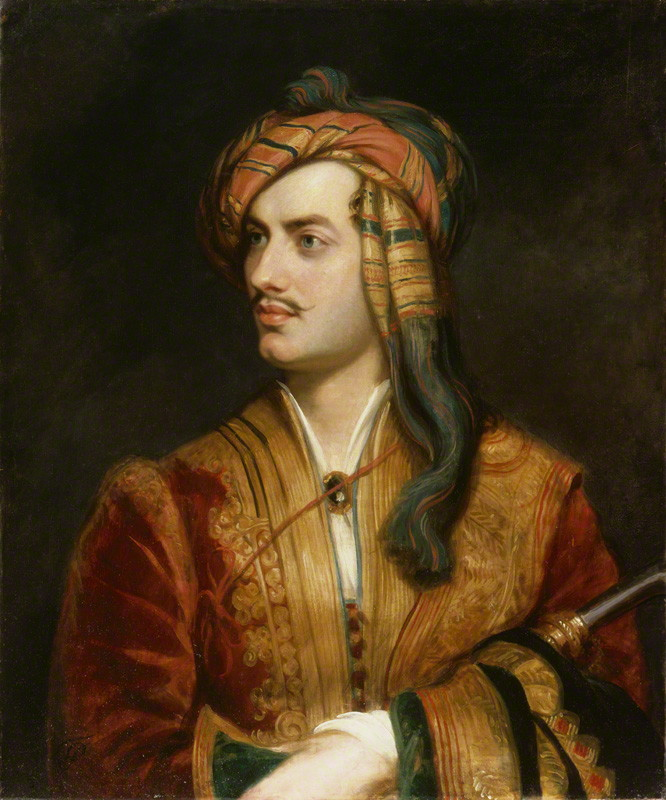
Lord Byron

Para la población de cultura griega que quedó allende las fronteras del nuevo reino, la independencia de este resultó en general perjudicial. Pese a que no perdió del todo su importancia en el Imperio otomano, nunca recobró el poder que hasta entonces había tenido. En los principados del Danubio, los hospodares dejaron de ser griegos. En Constantinopla su papel menguó, al tiempo que medró el de los armenios, especialmente en la banca. Los búlgaros sustituyeron parcialmente a los griegos en los contratos con el Gobierno.
Las reducidas fronteras del reino, que iban del golfo de Arta al de Volos, hicieron que la política del nuevo reino se centrase en el irredentismo de la Megali idea. El reino tenía unos ochocientos mil habitantes, pero se calculaba que tres cuartas partes de la población de cultura griega permanecían en territorios otomanos. En el territorio independiente, algunas zonas habían quedado arrasadas y su población diezmada por los largos años de guerra.
La rivalidad de las potencias determinó que al comienzo la política nacional se disputase entre organizaciones partidarias de las tres. Todas ellas ejercieron notable influencia en el reino. A esto se sumaba la hostilidad de los notables al poder del rey, que en principio no estaba limitado por Constitución alguna (hasta 1843).
Los primeros movimientos que desembocarían en la independencia griega acaecieron durante el último cuarto del siglo XVIII en el que nació el nacionalismo griego. Este nuevo sentimiento fue apoyado por los rusos, que incitaron a los ortodoxos griegos, correligionarios suyos, a sublevarse contra la dominación otomana. En 1770 llega la primera revolución, que fue encabezada por el conde ruso Alexéi Grigórievich Orlov, pero no tuvo éxito. La Revolución francesa influyó en la preparación de movimientos independentistas, como lo fue la importante organización secreta Filikí Etería (Asociación Amistosa), creada en 1814 en Odesa con el fin de organizar y lograr la revolución. En 1820 el Pachá de Grecia (Gobernador del territorio en nombre del Sultán) se niega a enviar a este los impuestos, por lo que el Sultán envía tropas contra él. En 1821, los campesinos griegos, Polícaros, aprovechan la situación para comenzar la revolución, seguidos por los comerciantes, y con el apoyo de los griegos que habían emigrado a otras zonas de Europa.
Debido al pasado clásico de Grecia, existía una gran simpatía por la causa griega en toda Europa. Muchos aristócratas europeos y ricos estadounidenses, como el famoso poeta Lord Byron, que murió en Messolonghi, tomaron las armas para unirse a los revolucionarios griegos. Otros muchos financiaron la revolución, y el historiador escocés helenófilo Thomas Gordon tomó parte en la lucha revolucionaria y escribió una de las primeras historias de la revolución en inglés.
Más allá de la idea de cruzada contra los infieles otomanos, fue la herencia clásica la que hizo que buen número de occidentales abrazasen la causa griega. Luis I de Baviera expresó bien esa idea: «Europa tiene una deuda enorme con Grecia [...], les debemos las Artes y las Ciencias.»
Los helenófilos se organizan en comités por toda Europa y América. Su principal actividad fue buscar fondos para comprar armas. Su reparto fue encargado a los más intrépidos.
Cuando estalló la revolución, las atrocidades otomanas tuvieron una gran cobertura en Europa (como la del asesinato del Patriarca Gregorio V de Constantinopla) y provocó simpatía hacia la causa griega, aunque los gobiernos inglés y francés pensaban que la insurrección era un plan ruso para apoderarse de Grecia y posiblemente Constantinopla. Los griegos no fueron capaces de formar un gobierno coherente en las áreas que controlaban y pronto comenzaron a luchar entre ellos. Los combates entre griegos y otomanos continuaron hasta 1825, cuando el sultán Mahmud II pidió ayuda a su vasallo más poderoso, Egipto.

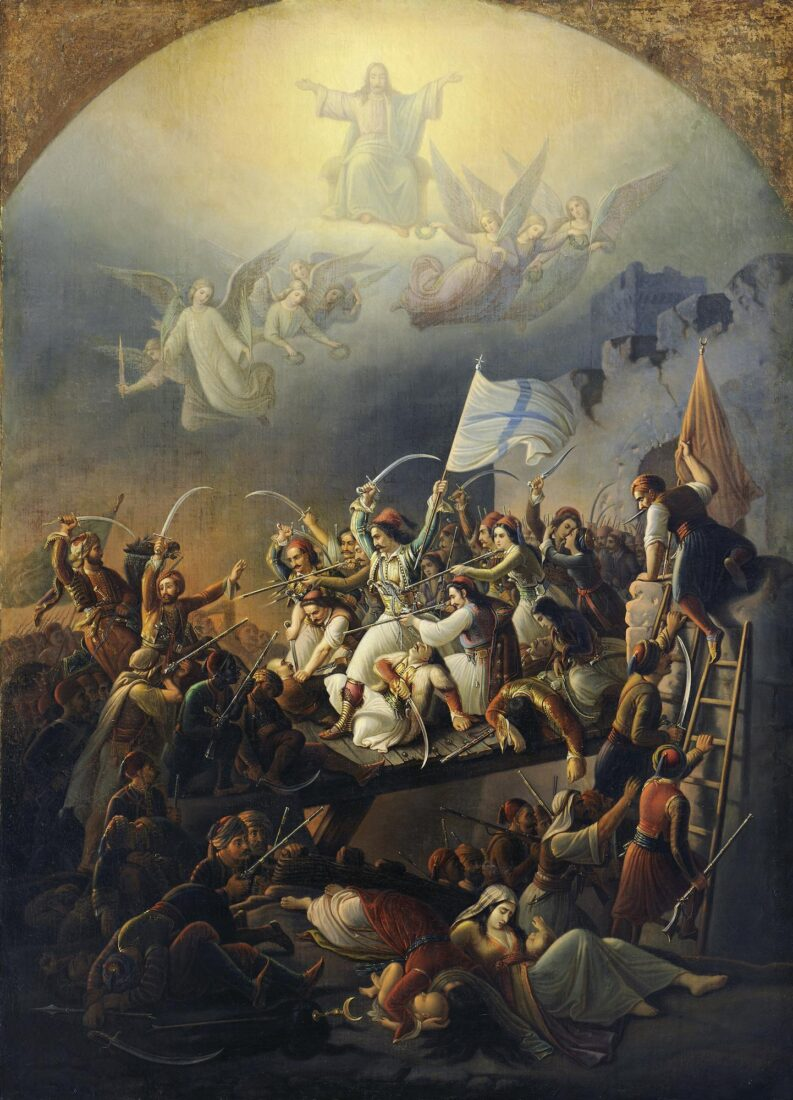
Salida de Messolonghi de Theodoros Vryzakis.

## Declaración de independencia
En 1821 Aléxandros Ipsilantis, máximo dirigente de la Philikí Hetairía, entró en Iași, capital de Moldavia (entonces territorio turco) con un pequeño ejército y meses después, en 1822, su hermano Dimitros convocó una asamblea que proclamó la independencia de Grecia en el teatro de Epidauro.
Tras esta, el Sultán y el Pachá se alían contra la rebelión. Reino Unido y Francia, a quienes interesaba la independencia de Grecia por su comercio con esta, apoyan militarmente a los independentistas. Rusia les apoya también, pero a pesar de eso pelearon prácticamente solos. Las primeras batallas son matanzas en las que gana Turquía (como la de Quíos).
Entre los dirigentes griegos se encontraban Markos Botsaris, Theodoros Kolokotronis, Alexandros Mavrokordatos y Andreas Vókos Miaoulis. Las disputas entre estos y la intromisión egipcia a favor de los turcos debilitaron a los griegos, pero en 1827, y por un tiempo, la reconciliación entre los dirigentes helénicos posibilitó la aprobación por la Asamblea Nacional de una nueva Constitución republicana y el nombramiento del conde Ioannis Kapodistrias como primer presidente de la República de Grecia. Las diferencias entre los partidos reaparecieron tras esa breve tregua.
En 1827 las potencias acordaron intervenir militarmente en la zona de los Balcanes y el 20 de octubre las flotas de Francia e Inglaterra acaban con la turca en la batalla de Navarino. Un ejército francés desembarcó en la Grecia continental para apoyar a los rebeldes griegos, inclinando la balanza a su favor y obligando a Turquía a pedir la paz.

## Tratado de paz

Grecia y las regiones limítrofes en 1832.

La presencia de las fuerzas armadas de las potencias y los esfuerzos de Rusia obligaron a los otomanos a asumir la hegemonía de estos. El Tratado de Adrianópolis (1829) puso fin a las guerras ruso-turcas de 1828-1829 y a las aspiraciones de Rusia en el sureste de Europa. El Imperio Otomano, vencido, aceptó las condiciones que las potencias impusieran sobre Grecia, la independencia de esta y permitir el libre tránsito por los estrechos de Bósforo y Dardanelos, además de ceder a Rusia los territorios de Valaquia y Moldavia.
En 1830, Francia, Gran Bretaña y Rusia firmaron el Protocolo de Londres, por el que negaban la Constitución griega y declaraban la independencia de una Grecia bajo su protección. La extensión del Estado griego era considerablemente inferior a lo que los griegos esperaban: la frontera norte se estableció ligeramente más al norte del golfo de Corinto, por tener que renunciar al sur de Tesalia.

## Monarquía griega

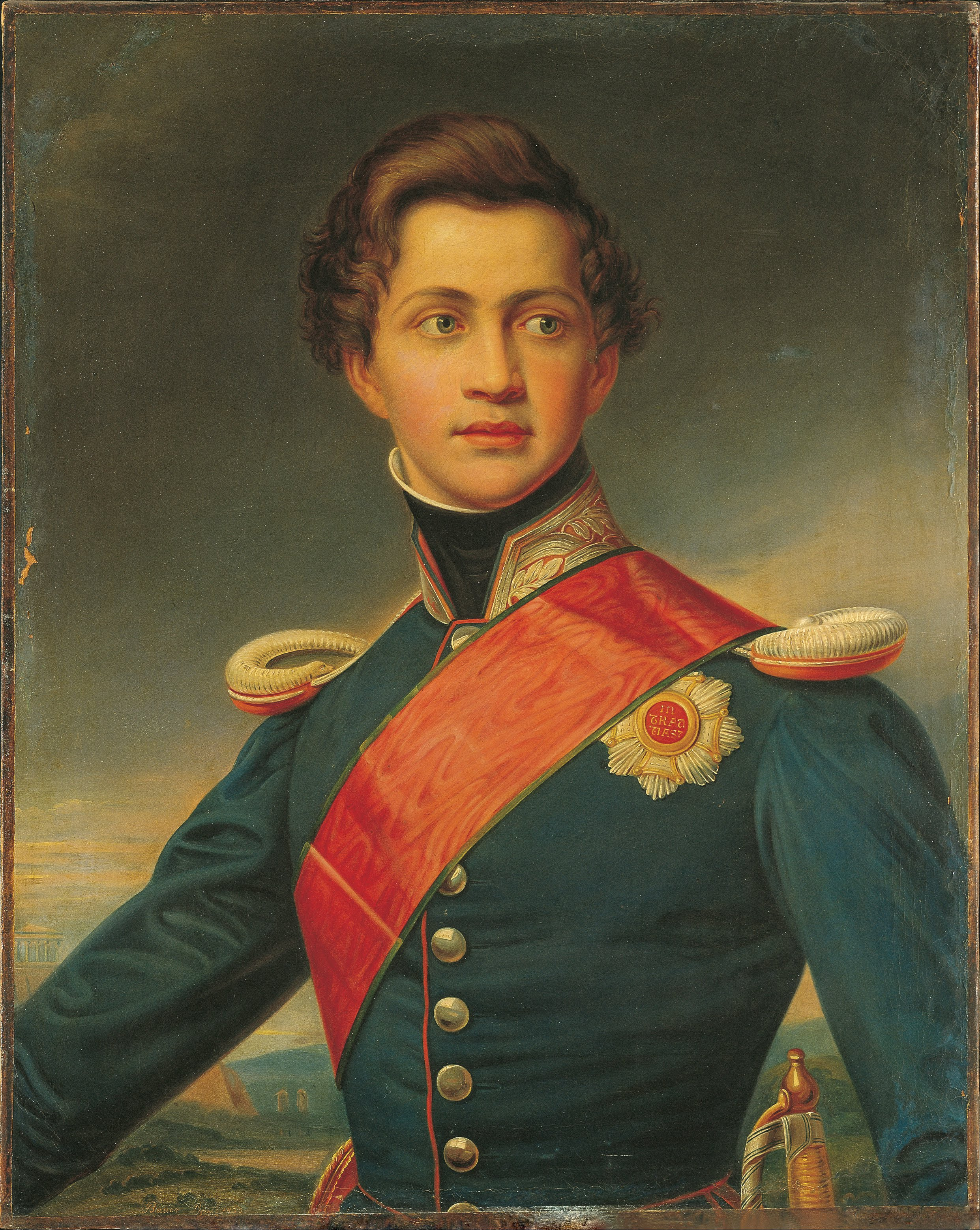
El rey Otón I.

A la Guerra de la Independencia le siguió un periodo de gran inestabilidad civil. El conflicto de facciones seguía existiendo y los griegos, que habían previsto un renacimiento de su país acorde con la antigua Hélade, se opusieron firmemente a la reducción de su territorio. Mientras que las potencias buscaban un rey para Grecia, la administración del país recayó en el presidente provisional Ioannis Kapodistrias, quien impuso un régimen dictatorial hasta su asesinato en 1831.
Estalló entonces un periodo de anarquía al que puso fin la designación de Otón de Baviera como monarca. Este aceptó en 1832 el trono que le ofrecían las potencias europeas y fue coronado al año siguiente como Otón I de Grecia, pero su gestión no fue del agrado de los helenos y fue depuesto por una Asamblea Nacional apoyada por las mismas potencias en el año 1862. 

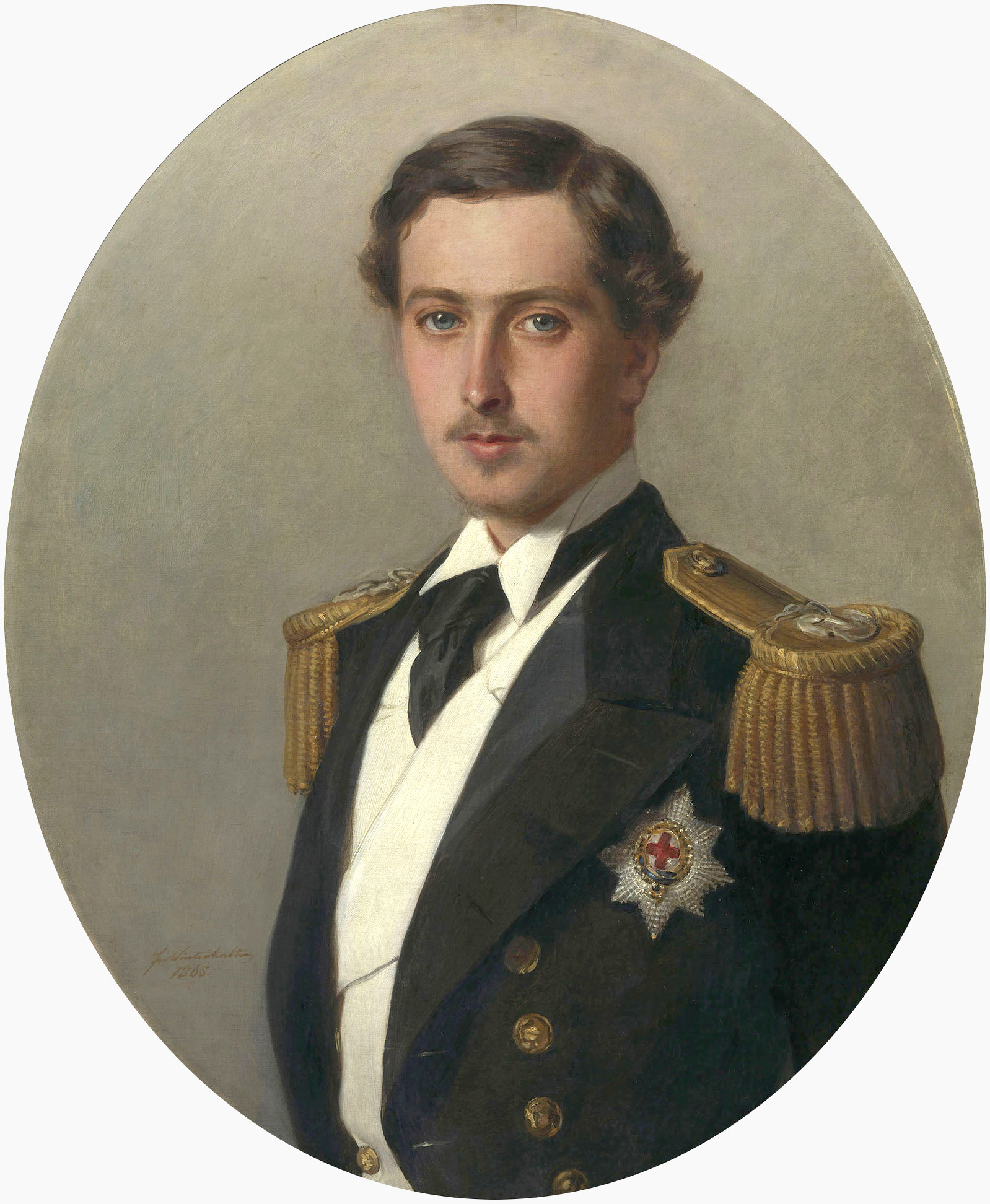
El príncipe Alfredo de Gran Bretaña, duque de Sajonia-Coburgo-Gotha

El príncipe Alfredo, segundo hijo de la reina Victoria I de Inglaterra y duque de Sajonia-Coburgo-Gotha, fue elegido rey por plebiscito nacional, pero el Gobierno Británico rechazó la oferta del pueblo heleno y designó al príncipe Jorge de Dinamarca, segundo hijo del rey Cristián IX, nuevo rey de los helenos. Los griegos aceptaron al candidato, y el príncipe fue coronado con el nombre de Jorge I de Grecia, en 1863; su dinastía conservó el trono hasta la abolición de la monarquía en el año 1973.

### Reyes de Grecia
- Otón I (1832-1862)
- Jorge I (1863-1913)
- Constantino I (1913-1917) (1920-1922)
- Alejandro I (1917-1920)
- Jorge II (1922-1923) (1935-1941) (1946-1947)
- Pablo I (1947-1964)
- Constantino II (1964-1973)

## Galería

### Revolucionarios

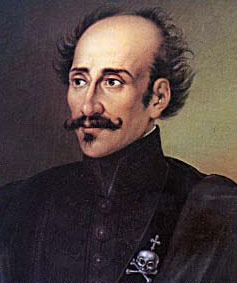
Aléxandros Ipsilantis
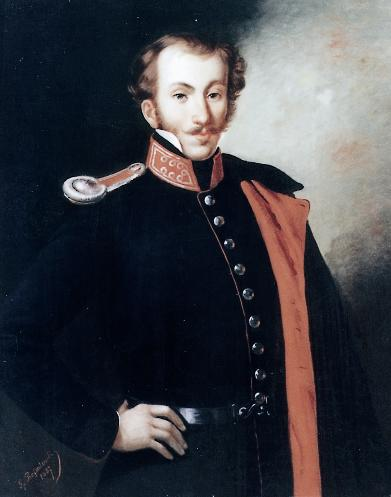
Dimitrios Ipsilantis
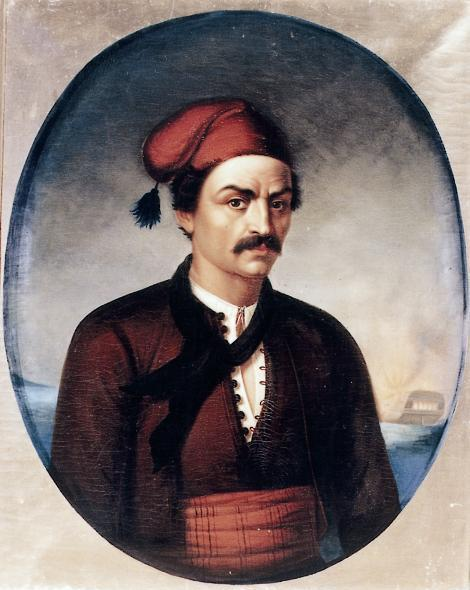
Konstantinos Kanaris
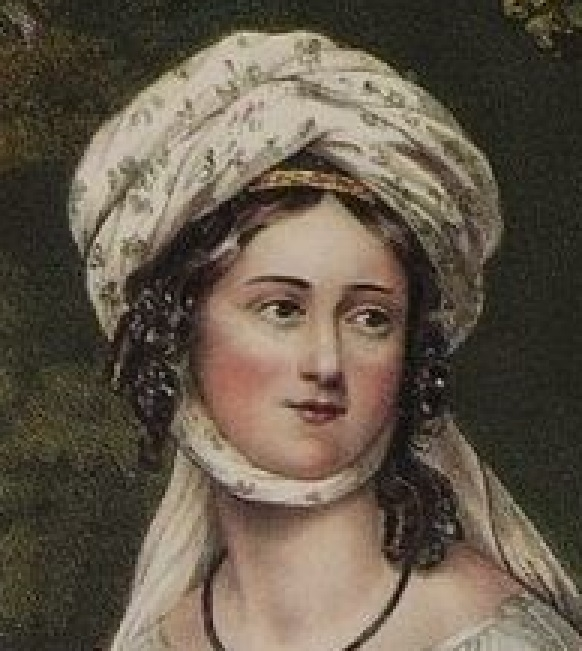
Lascarina Bubulina
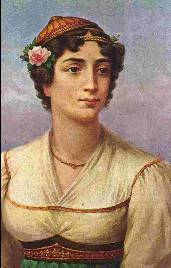
Manto Mavrogenous
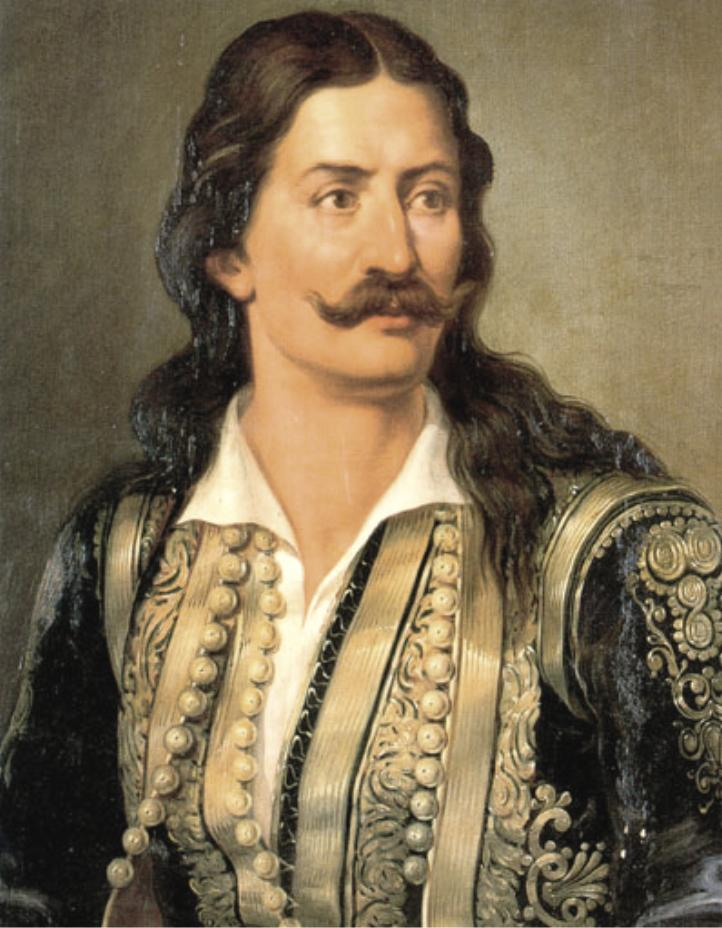
Azanasios Diacos
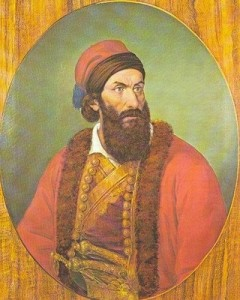
Papaflesas
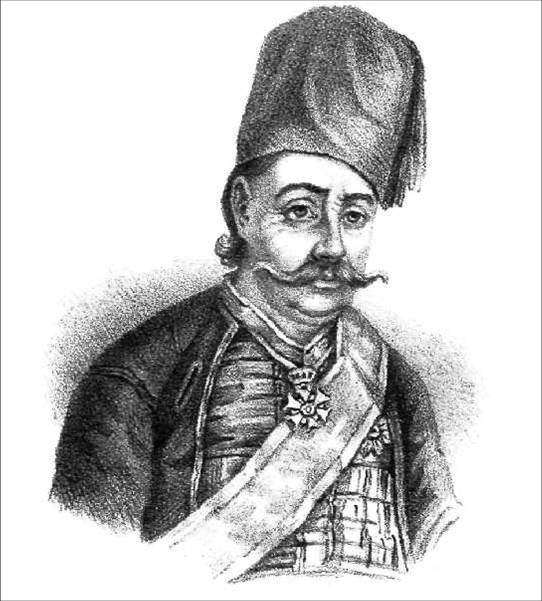
Petros Mavromijalis
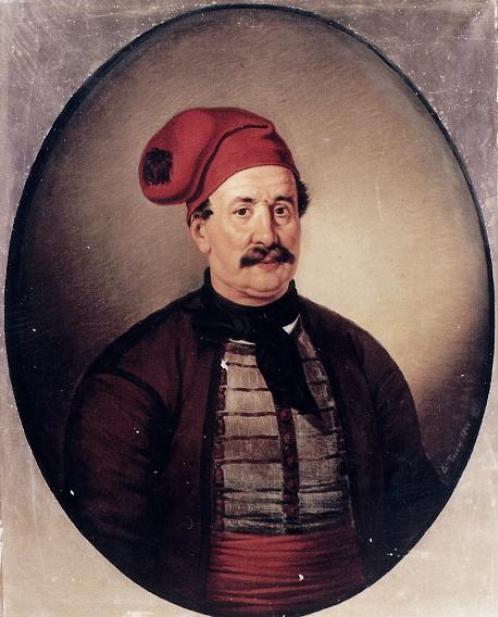
Dimitrios Papanicolís
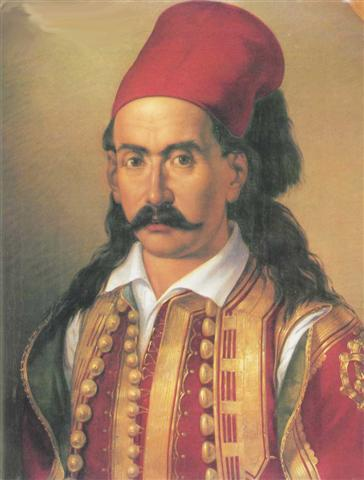
Marcos Bócharis
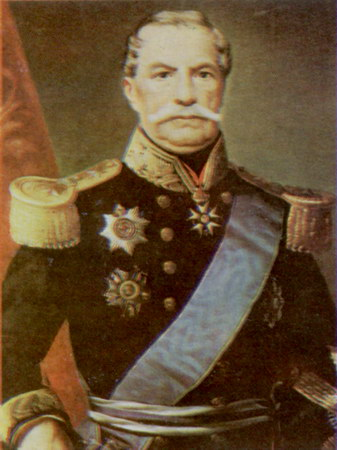
Antonios Criesís
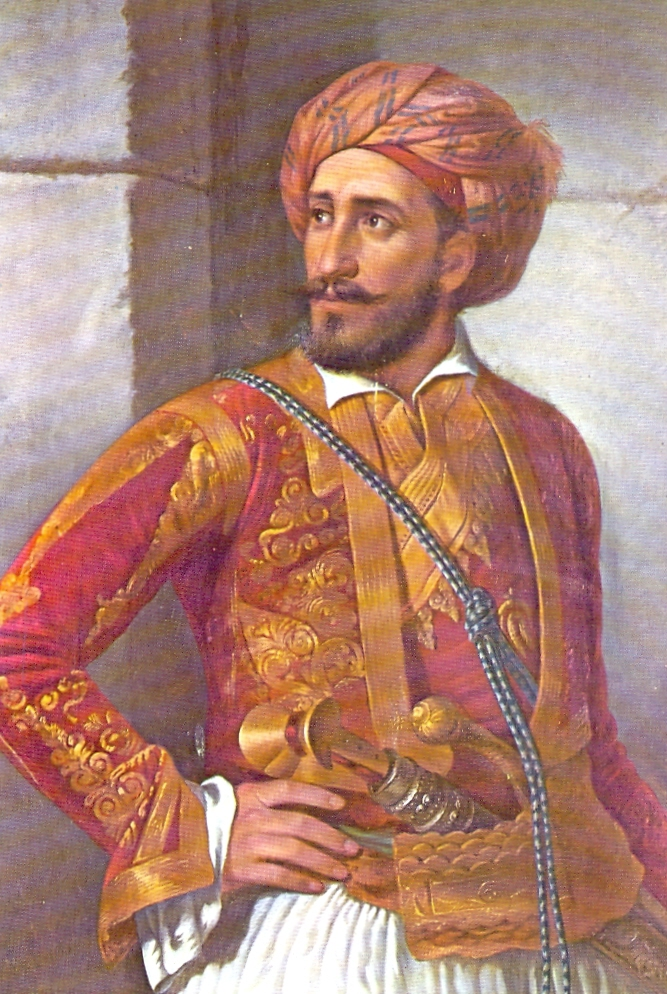
Yanis Makriyanis
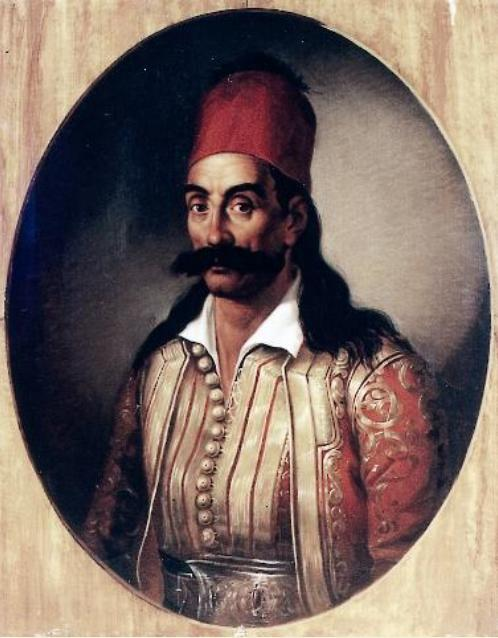
Georgios Karaiskakis
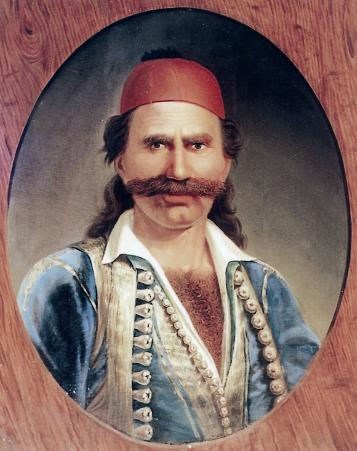
Odyséas Andruchos
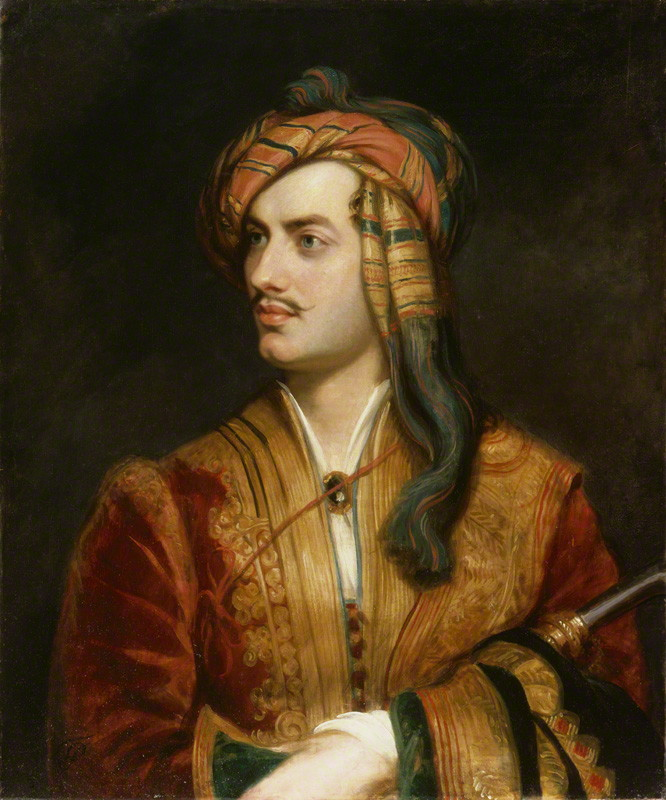
Lord Byron
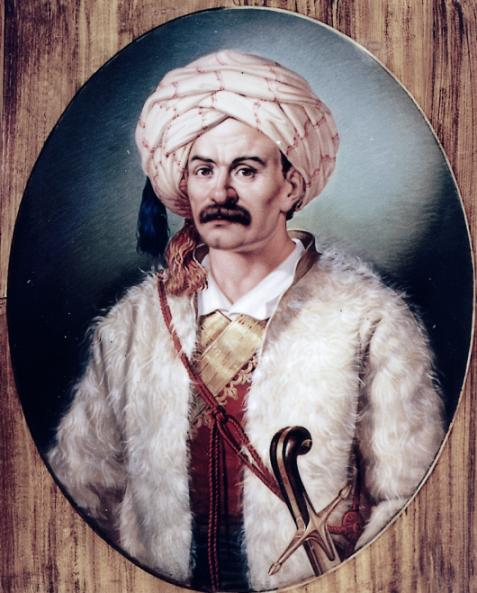
Charles Nicolas Fabvier
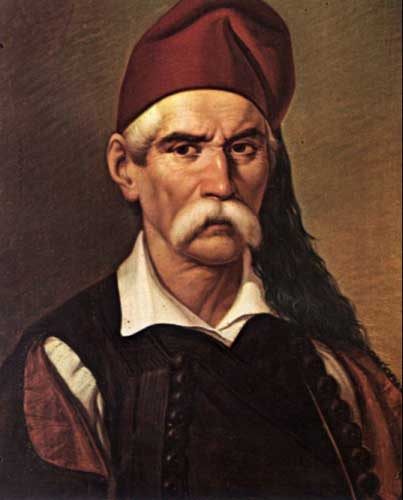
Nikítas Stamatelópoulos

### Eventos

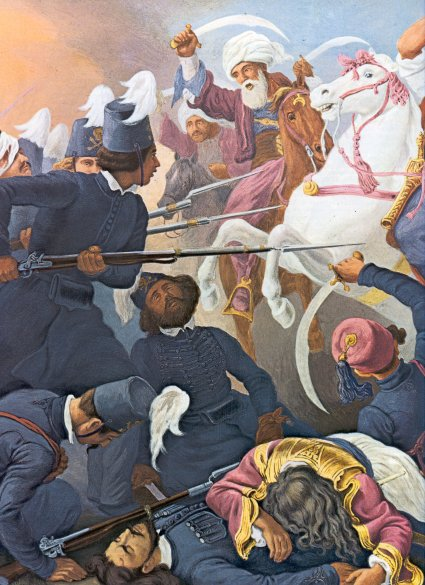
"La Banda sagrada en la Batalla de Dragashani" por Peter von Hess.
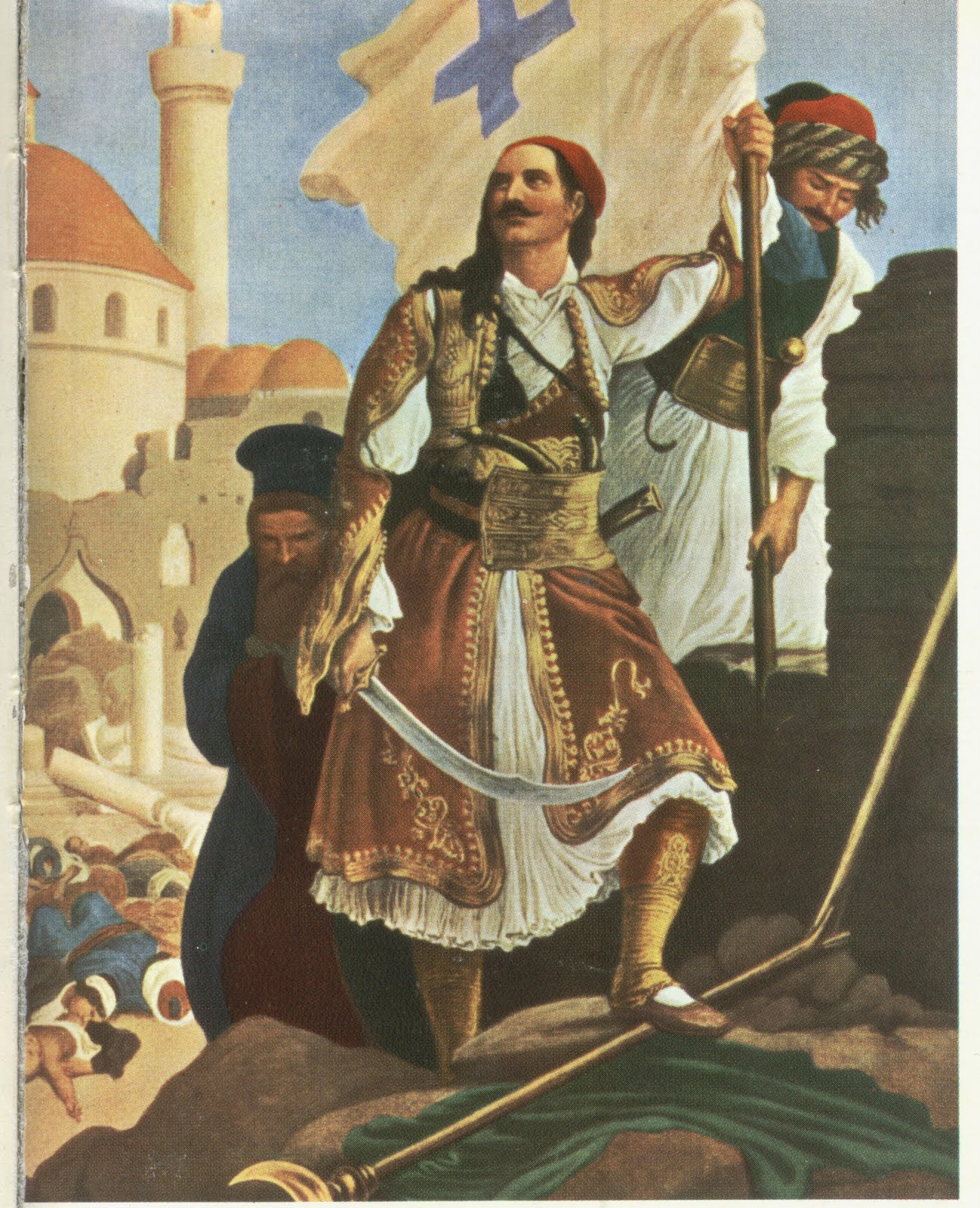
"Revolucionario después del Cerco de Tripolitsa" por Peter von Hess.
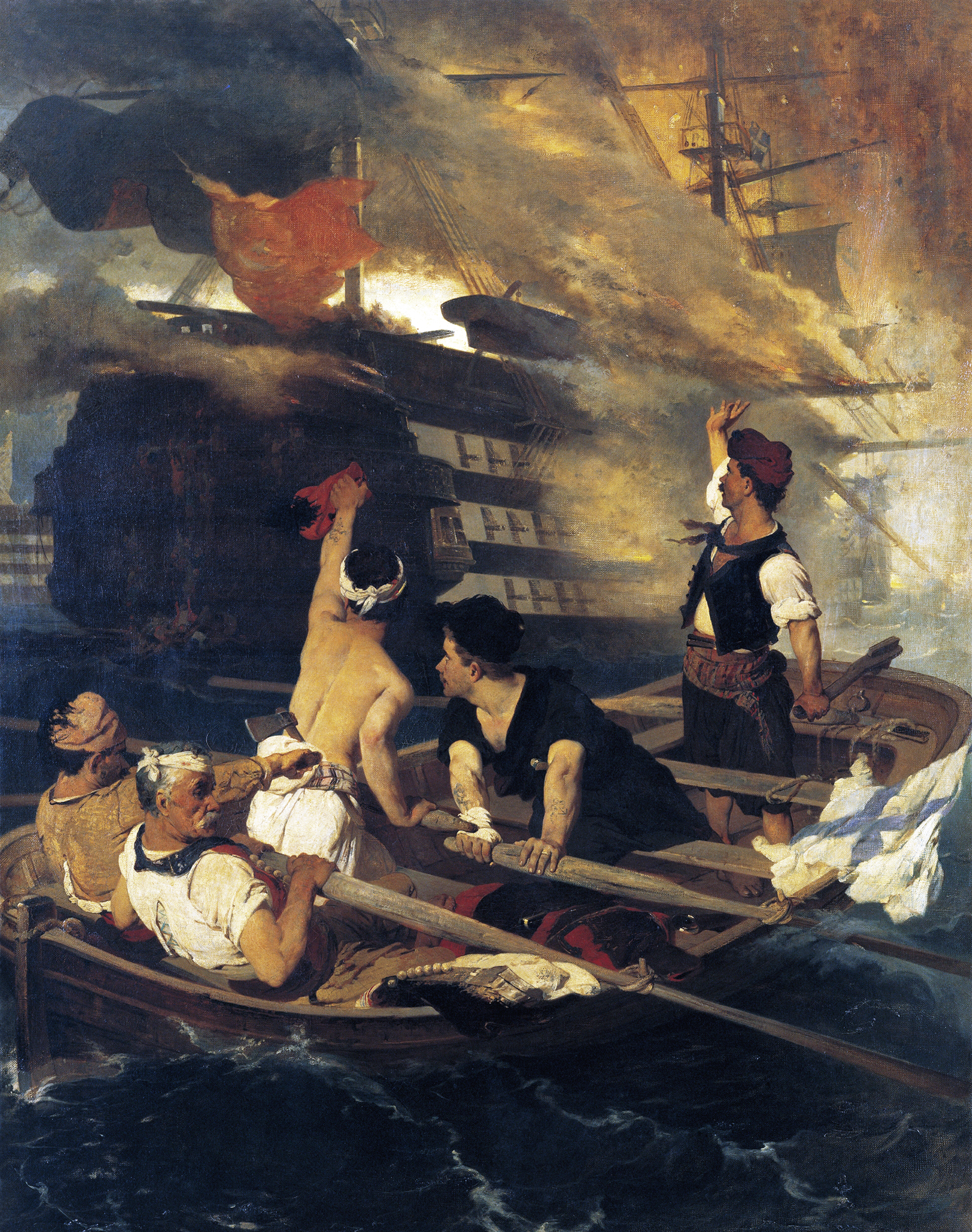
"La destrucción del buque insignia otomano en Quíos" por Nikiphoros Lytras.
"Grecia expirante entre las ruinas de Missolonghi" por Eugène Delacroix.
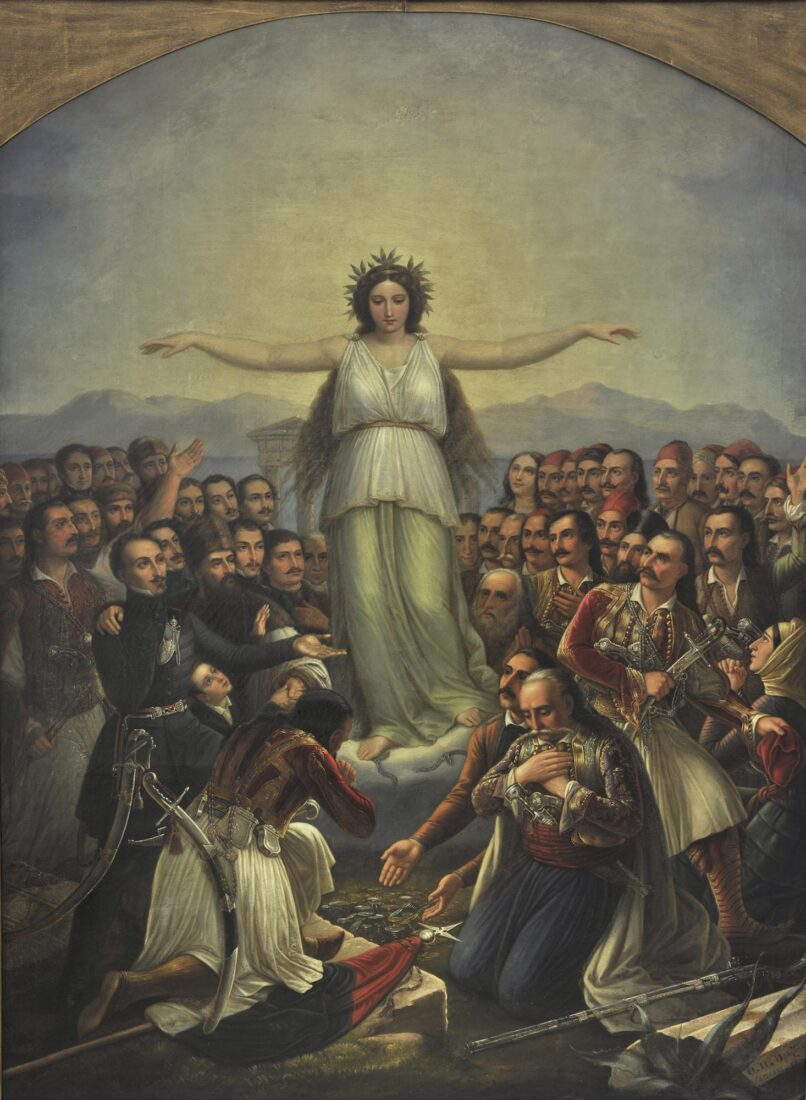
"Grateful Hellas" por Theodoros Vryzakis.